# Industries et artisanat du Néolithique du Proche-Orient
Pour un article plus général, voir Néolithique du Proche-Orient.
Les industries et l'artisanat connaissent de profonds changements durant le Néolithique du Proche-Orient (v. 10000-5400 av. J.-C.), dans la continuité des dernières phases du Paléolithique supérieur et de l'Épipaléolithique (v. 23000-10000 av. J.-C.). Le travail du silex reste très courant sur toute la période, de même que celui de l'os, le mobilier lourd en pierre, servant surtout pour le broyage des aliments, se développe, ainsi que celui des fibres textiles. Les principaux changements viennent du côté des industries du feu, avec l'apparition de la production de chaux et de plâtre, et surtout de la céramique, vers 7000-6500 av. J.-C., dont le développement sert traditionnellement à marquer une rupture chronologique entre un Néolithique précéramique et un Néolithique céramique. 
Les productions matérielles du Néolithique mobilisent un ensemble divers de matières premières. En raison des conditions de conservation sur les sites du Moyen-Orient, les matières périssables (peaux, bois, roseau, fibres végétales et animales) ont en général disparu, et leur travail ne peut être appréhendé. Restent donc les pierres, le plâtre, l'argile, les os, et dans une moindre mesure les minerais métalliques. Ces industries sont caractérisées par leur chaîne opératoire, ensemble d'opérations allant de l'extraction de la matière première jusqu'à la réalisation et l'utilisation du produit fini, que les recherches tentent de reconstituer.
Les transformations du Néolithique affectent grandement ces différentes industries, qui parviennent à élaborer des produits de plus en plus divers, et ces changements sont pour beaucoup des réponses aux adaptations nécessitées par la mise en place de l'économie agro-pastorale. Si la production est majoritairement faite dans un cadre domestique par des non-spécialistes, au fil du temps apparaissent des chaînes opératoires plus élaborées, qui sont manifestement le fruit d'expérimentations et d'une expertise d'un niveau qui peut être qualifié de « spécialisé ». Apparaissent donc des artisans, dont l'activité principale, si ce n'est unique, est d'élaborer des produits artisanaux. Leur savoir-faire et leurs réalisations sont recherchés, et se retrouvent sur un vaste espace, peut-être parce qu'ils exercent leur activité de façon itinérante et/ou transmettent leurs connaissances ailleurs. De plus certains types de productions commencent à se retrouver sur de grands espaces, mais en petite quantité, et elles sont manifestement plutôt destinées aux usages des élites. Ces circulations de savoir-faire et de biens ont sans doute joué un rôle important sur le plan culturel, en participant à la mise en relation des régions du Proche-Orient néolithique.

## Repères

Localisation des principaux ensembles géographiques du Néolithique du Proche-Orient.

|                                    | Avant J.-C. Cal. | Avant le présent Cal. |
| Natoufien ancien                   | 12780-11180      | 14730-13130           |
| Natoufien récent                   | 11180-10040      | 13130-11990           |
| Néolithique précéramique A         | 10040-8940       | 11990-10890           |
| Néolithique précéramique B ancien  | 8940-8460        | 10890-10410           |
| Néolithique précéramique B moyen   | 8460-7560        | 10410-9510            |
| Néolithique précéramique B récent  | 7560-6940        | 9510-8890             |
| Néolithique précéramique B final/C | 6940-6400        | 8890-8350             |
| Néolithique tardif                 | 6400-5480        | 8350-7430             |

## Les industries lithiques
L'« âge de la pierre polie » a en fait une culture matérielle dominée quantitativement par les industries lithiques en pierre taillée, qui servent de moyen principal d'identification des cultures néolithiques par les chercheurs, avant l'apparition de la poterie. Le silex est accessible partout est sert à fabriquer l'outillage de base de ces sociétés, tandis que l'obsidienne, plus rare et plus valorisée, sert a fabriquer des objets de prestige qui circulent sur de longues distances.

### Silex
Le silex est une ressource courant dans le Proche-Orient, et les mines où il pouvait être extrait ont été identifiées à proximité de plusieurs sites. L'industrie lithique sert à produire de nombreux outils essentiels pour le mode de vie néolithique, et ses évolutions reflètent en partie celles de l'économie et de l'organisation sociale.

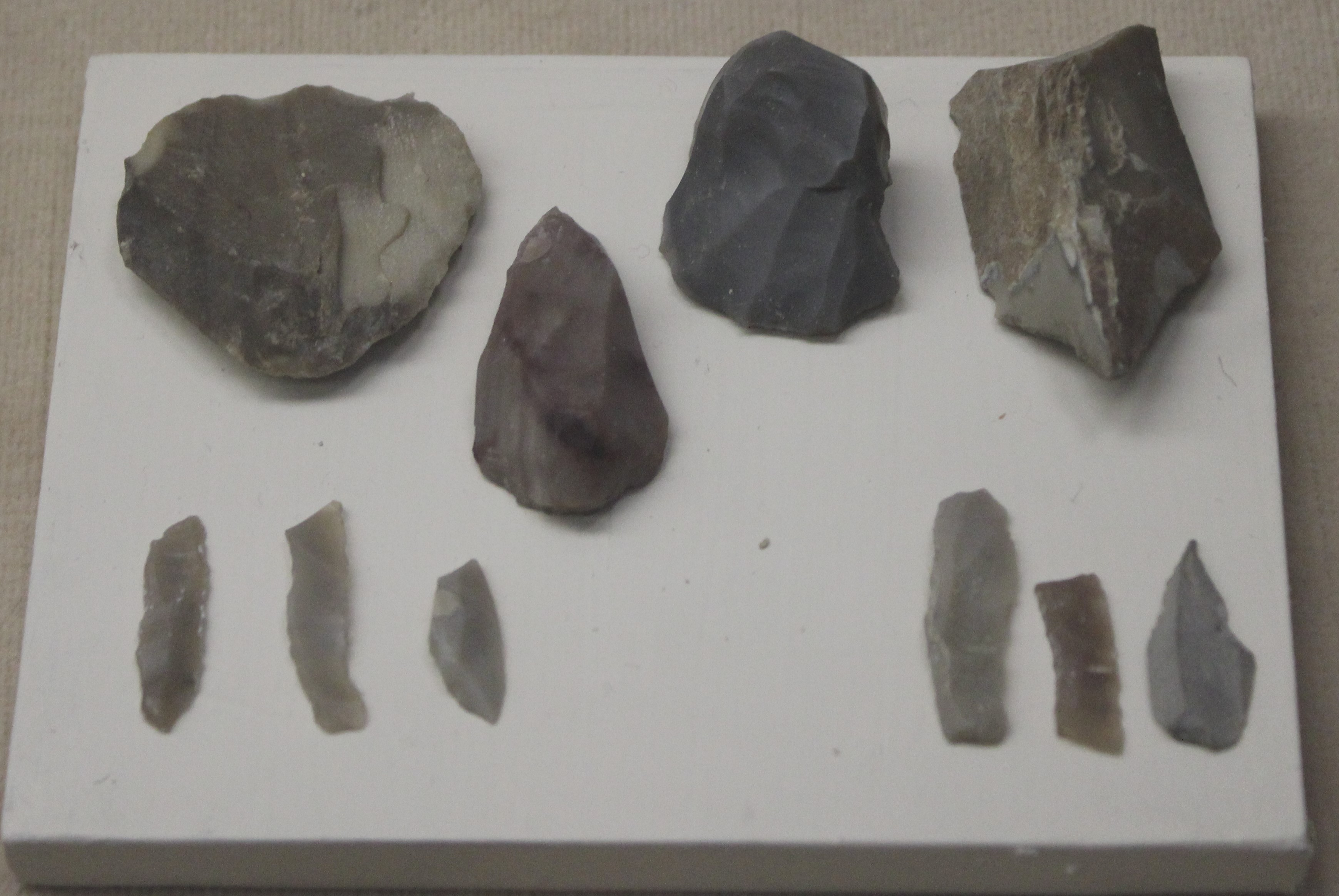
Industrie lithique provenant du site d'Abu Sif : microlithes, lamelles à dos, perçoirs, grattoirs, nucléus. Natoufien récent. Musée d'archéologie nationale.
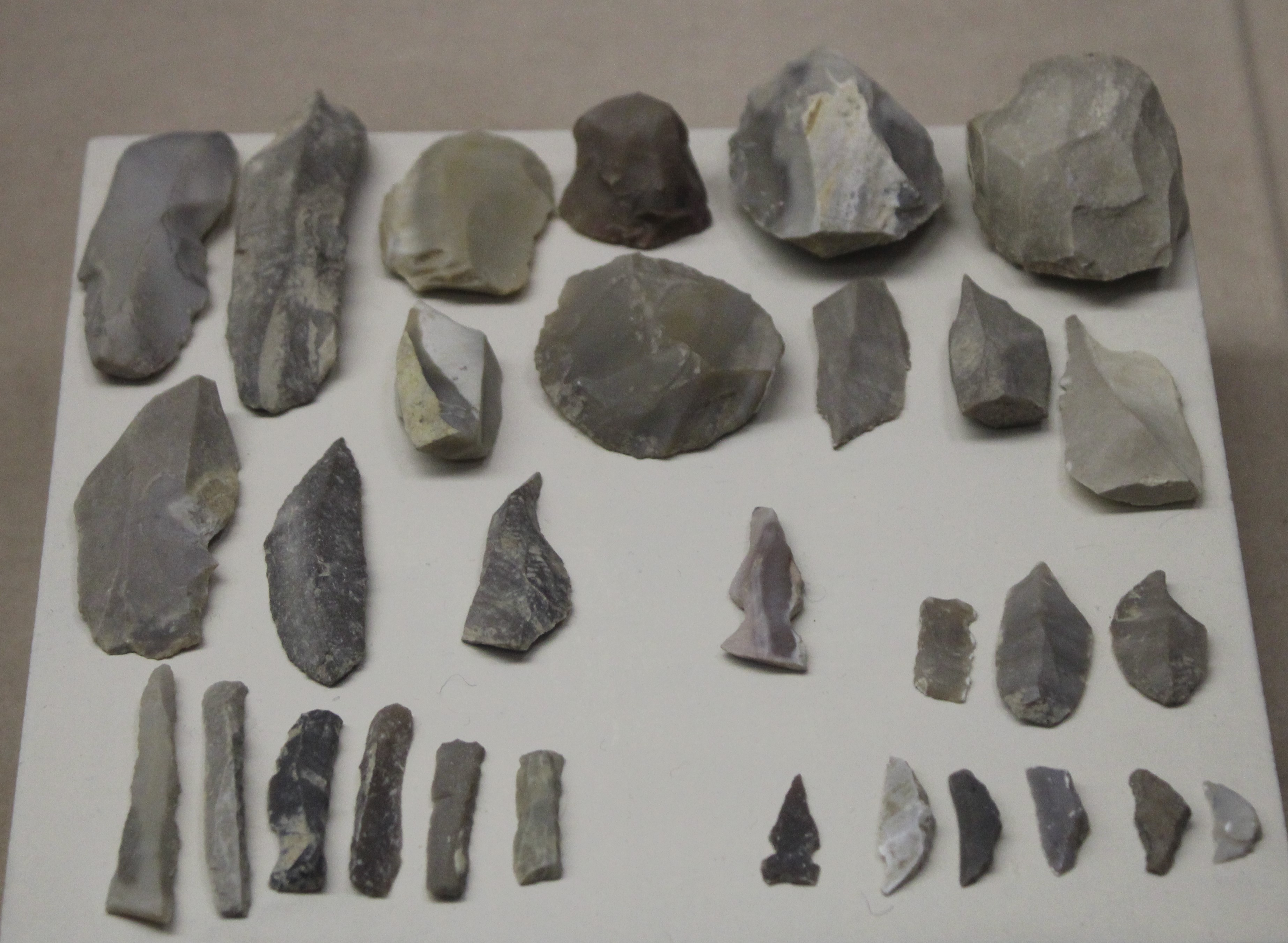
Industrie lithique provenant du site d'el Khiam : microlithes, pointes de type el Khiam, microburin, lamelles à dos, perçoirs, grattoirs, nucléus. Natoufien récent et Khiamien. Musée d'archéologie nationale.
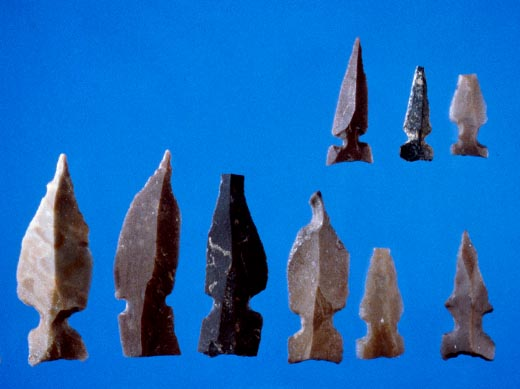
Petites pointes de flèches de type el Khiam provenant du site de Gesher (Israël), PPNA.
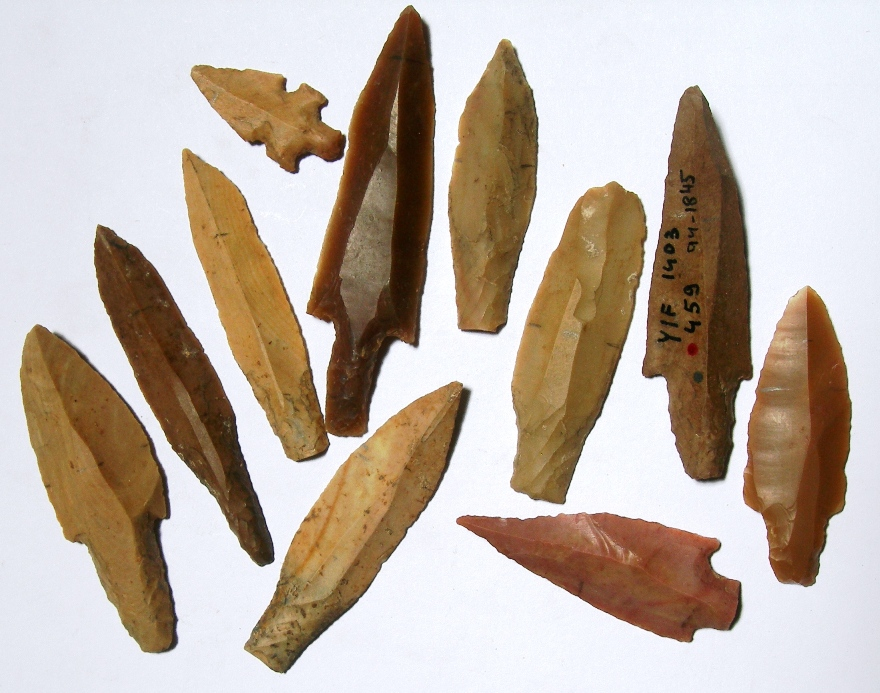
Grandes pointes de flèches provenant d'Yiftahel (Israël), PPNB.
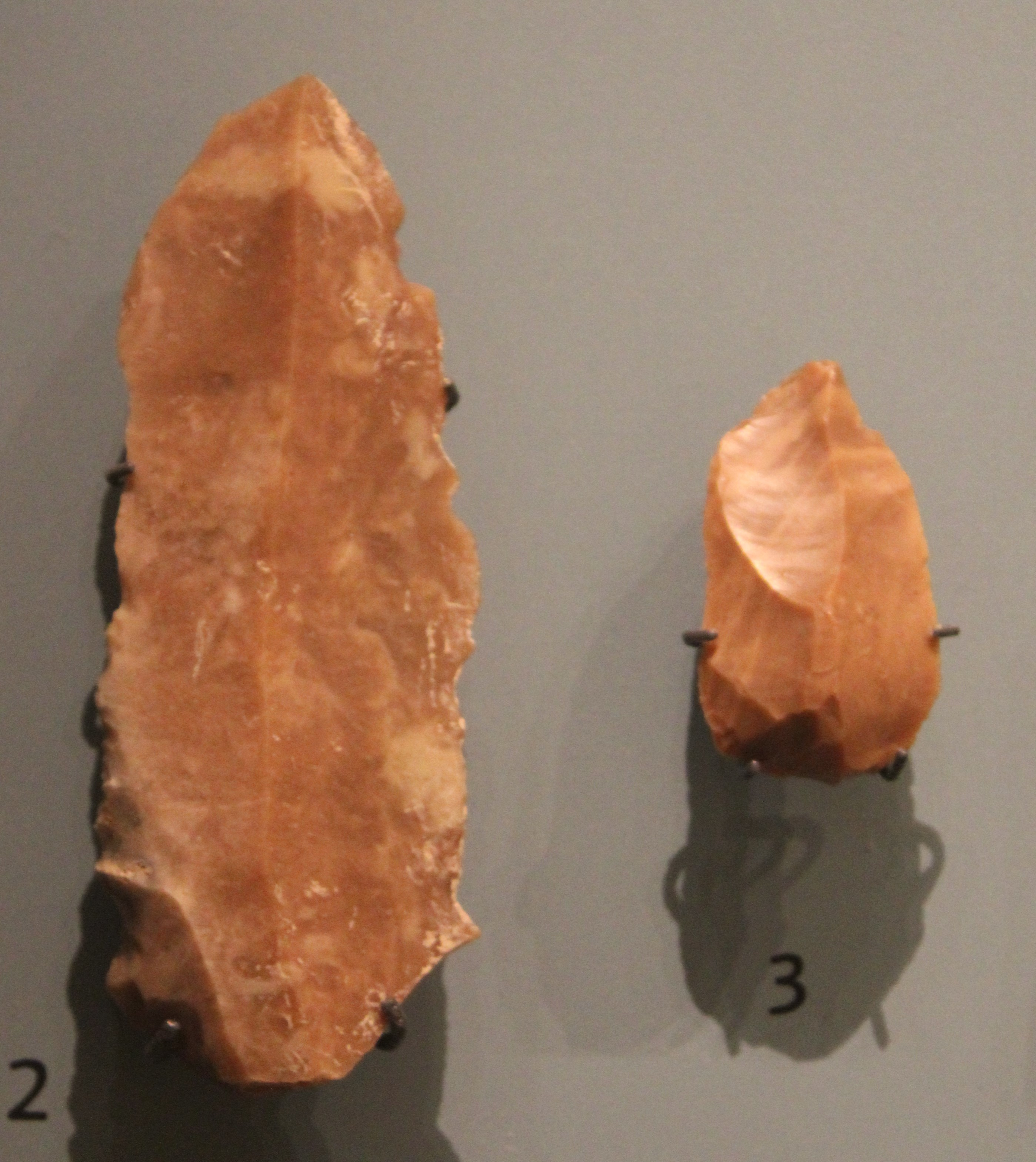
Deux lames en silex provenant de Choirokoitia (Chypre), VIIe millénaire av. J.-C. Ashmolean Museum.

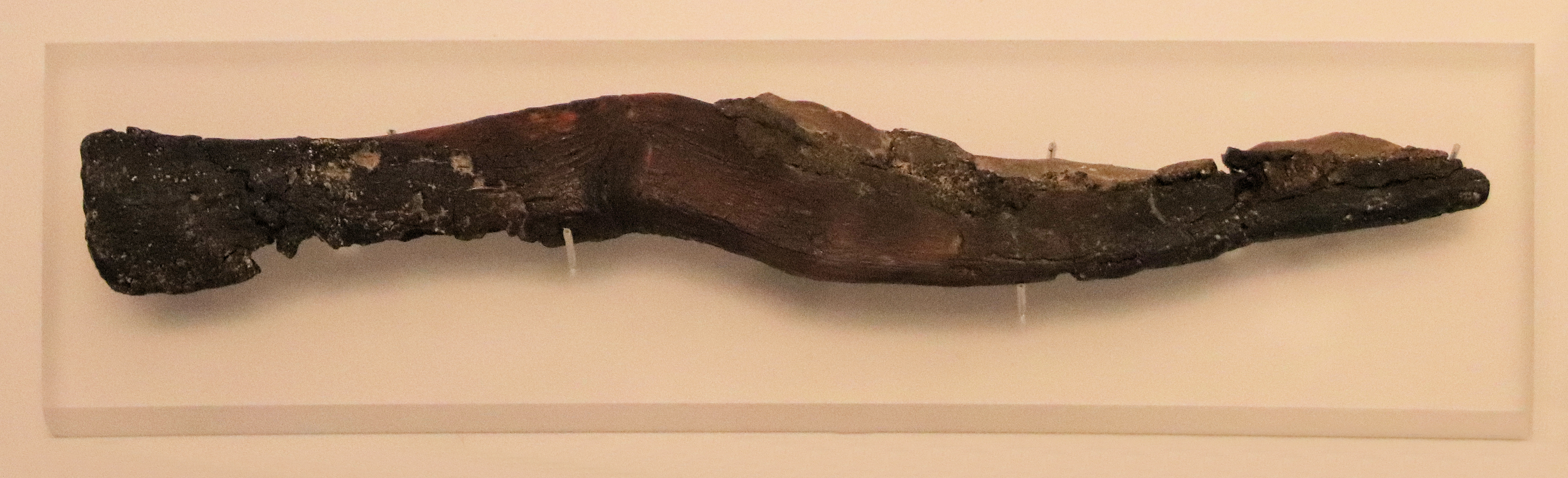
Faucille avec trois lames en silex fixées avec le résine, provenant de Nahal Hemar (he) (Israël), PPNB.

L'Épipaléolithique est l'âge d'or des microlithes, lamelles de petite taille (moins de 2 cm), qui semblent avoir été placés par groupes de 2 ou 3 pièces sur des manches pour former des couteaux ou faucilles, ou bien individuellement pour servir de pointes de flèches. Les petits demi-cercles, ou lunates, sont ainsi un des éléments caractéristiques de la culture matérielle du Natoufien, tandis que dans l'espace du Zarzien ce sont plutôt les triangles qui dominent le répertoire. Les grattoirs, burins et poinçons sont également courants. Les assemblages varient selon les sites et reflètent sans doute leurs fonctions (chasse, cueillette, village permanent), et la production n'est pas spécialisée,.
Le microlithisme recule fortement à compter du PPNA. Les pointes de flèches apparaissent et sont les éléments marqueurs de cette période au Levant : pointes d'el Khiam, à base concave ou rectiligne et encoches latérale, qui se retrouve sur un vaste espace, indiquant un changement d'échelle dans la diffusion des techniques ; par la suite apparaissent les pointes de Helwan où un pédoncule court remplace la base concave. Les haches taillées se répandent aussi, aux côtés des grattoirs, brins, poinçons qui constituent la base du répertoire dans la continuité des phases précédentes,.
Le PPNB est marqué par le développement du débitage de lames plus larges, fabriquées au Levant nord à partir de nucléus (noyaux) bipolaires (débitage à partir de deux plans de frappe opposés) généralement « naviformes » (ils ont vaguement l'aspect de la coque d'un navire). Cette méthode, mise au point durant cette période, permet d'obtenir des lames de faucille, couteaux et pointes de flèches, burins, grattoirs et perçoirs plus longs et larges. Les grandes flèches sont en particulier caractéristiques de l'industrie lithique du PPNB, ce que S. Kozlowski a proposé de nommer « Industries des grosses pointes de flèches » (Big Arrowheads Industries, ou BAI), avec les pointes de l'Amuq et de Byblos qui se diffusent sur un vaste espace et indiquent une évolution vers plus de standardisation, à la suite des pointes d'el Khiam de l'ère précédente. Le débitage par pression est aussi attesté durant le PPNB ancien, et apparaît la pratique consistant à chauffer un nucléus avant son débitage pour faciliter la taille. La spécialisation plus poussée et l'expertise des artisans se manifestent aussi dans le développement de sites sont la localisation semble motivée par la volonté de se rapprocher de sites d'extraction de silex, comme Abu Hureyra et Ain Ghazal. Les silex sont travaillés sur ces sites extractifs, également sur des sites intermédiaires, de sorte que les destinations finales obtiennent soit le produit fini, soit des nucléus préformés,. Cela reflète les changements sociaux et économiques de la période. Ainsi il est tentant de relier les évolutions de l'outillage (lames plus longues, diversification des types, expertise plus importante des artisans) aux besoins de l'économie agricole qui se met en place, et aussi au développement de la construction ; il n'y a cependant pas d'explication utilitaire évidente aux évolutions des pointes de flèches, qui doivent être liées à d'autres facteurs qui ne peuvent être appréhendés.
La fin du PPNB/PPNC est une période de changements importants dans les industries lithiques, avec le déclin des nucléus naviformes supplantés par d'autres types de nucléus bipolaires, aussi un usage plus courant du débitage par pression pour effectuer des retouches, et l'emploi de lames prismatiques servant à produire des lamelles. Les pointes de flèches du PPNC et du Néolithique céramique au Levant sud (pointes de Nizzanim, Herzliyah et Haparsah au Levant sud) sont une évolution en plus réduites des pointes de la période précédente, et celles de la Djézireh (pointes d'Umm Dabaghiyah et de Sawwan) reflètent également cette tendance à la miniaturisation. Se repèrent plus largement des variations géographiques, qui reflètent l'existence des cultures régionales, même si elles sont désormais identifiées par les assemblages céramiques,. En Mésopotamie et dans le Zagros se trouvent des industries regroupées par S. Kozlowski sous le terme « agro-standard », parce qu'elles témoignent d'une adaptation au mode de vie agricole, marquées par une augmentation du nombre de lames produites de façon plutôt standardisées, tandis que les microlithes, pointes de projectiles, grattoirs et perçoirs périclitent,.

### Obsidienne et autres pierres

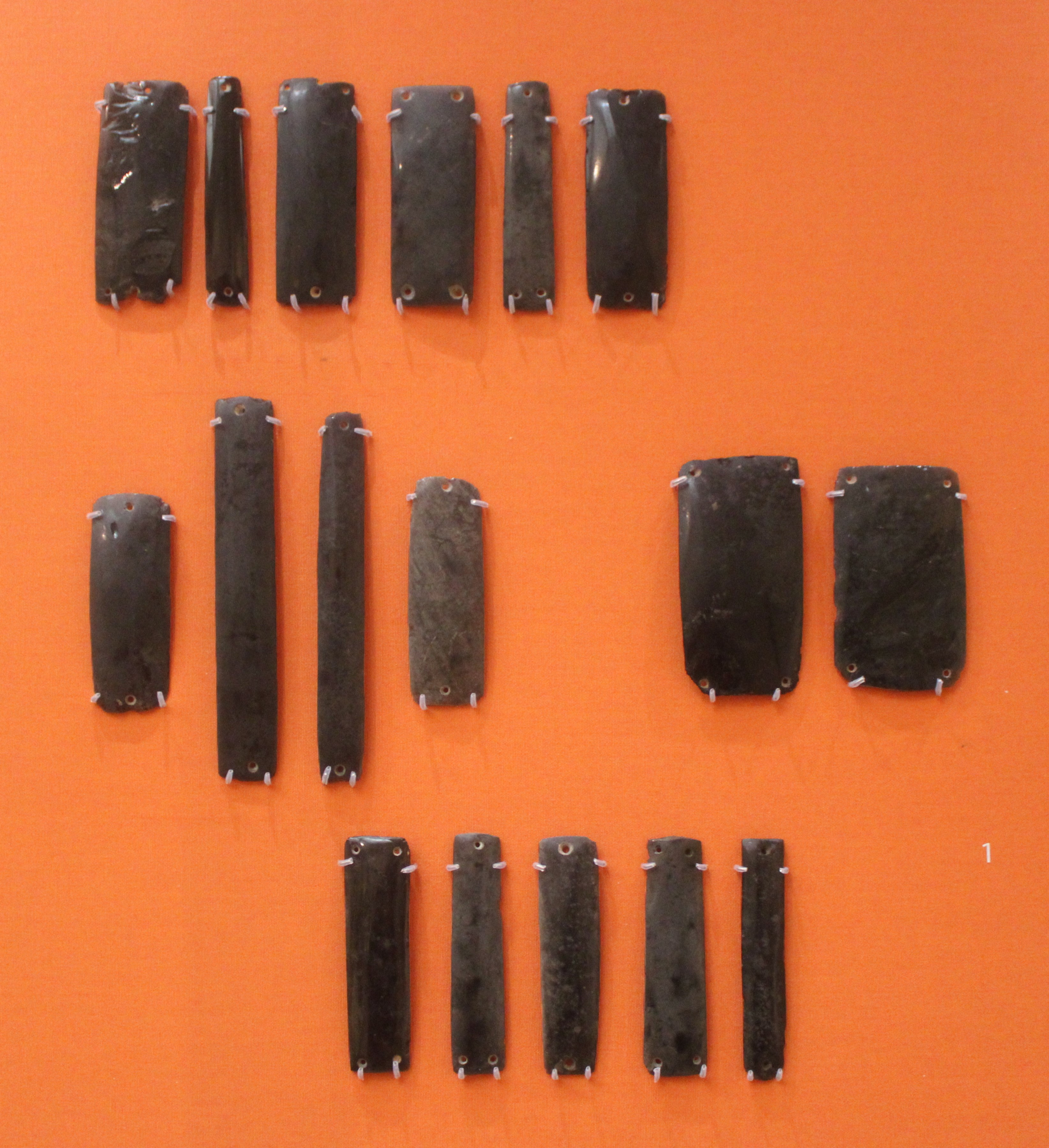
Plaques en obsidienne servant d'ornements, Tell Arpachiyah, British Museum.

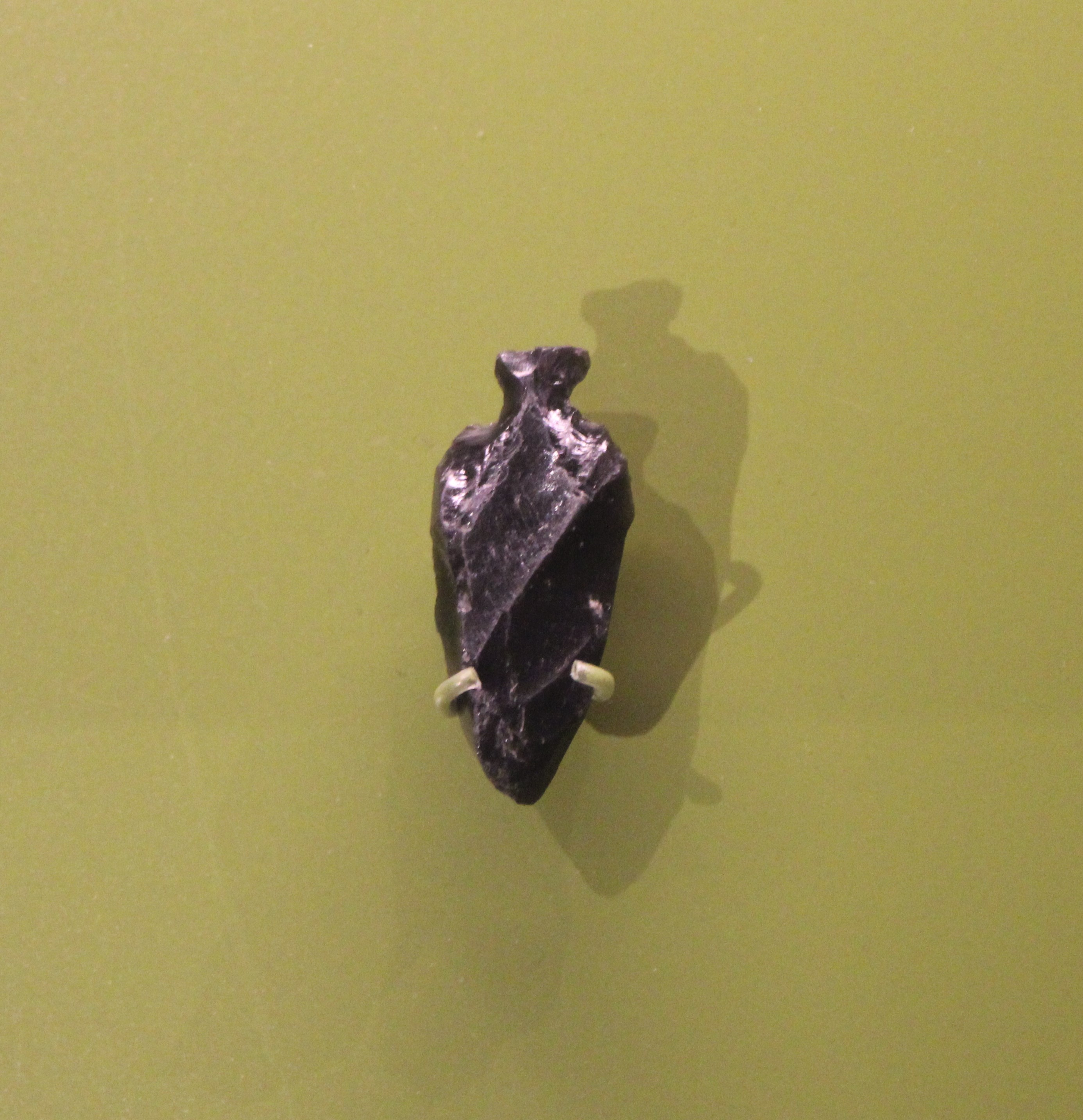
Pendentif (ou pointe de flèche) en obsidienne mis au jour à Jéricho (Tell es-Sultan). Ashmolean Museum.

L'obsidienne est une ressource bien plus limitée que le silex, puisque ses gisements principaux sont situés en Cappadoce (Göllü Dağ) et en Anatolie orientale (Bingöl, Nemrut Dağı, Lac de Van). Cette rareté en fait un objet dont la circulation est plus aisée à tracer que les autres pour les époques précéramiques, et donc un objet privilégié d'études sur la mise en place des premiers réseaux d'échanges. Les objets en obsidienne se retrouvent donc en bien plus faible quantité que ceux en silex sur les sites néolithiques, sauf à proximité des sites d'extraction où ils sont dominants (c'est le cas des sites d'Anatolie centrale), mais ils font l'objet d'une circulation à longue distance dès l'Épipaléolithique et le PPNA, périodes durant lesquelles on retrouve ces objets au Levant sud. Cette faible présence semble indiquer que l'obsidienne est surtout vue comme un objet exotique de prestige, elle n'a aucune utilité économique manifeste vu qu'elle est taillée pour produire le même type d'objets que le silex. Un atelier de production d'obsidienne du début du PPNB (v. 8600-8200 av. J.-C.) a été fouillé à Kaletepe près des gisements du Göllü Dağ, et les méthodes de débitage qui y ont été identifiées sont celles du Levant nord (lamelles prismatiques débitées par pression et lames aiguës ou pointes issues d'un débitage laminaire bipolaire naviforme), qui sont bien distinctes de celles d'Anatolie centrale : cela indique que des artisans levantins (des spécialistes à plein temps ?) se rendent sur place lors d'expéditions saisonnières, pour extraire et tailler l'obsidienne, et repartent écouler leur production dans leur région. En revanche par la suite les artisans anatoliens et leurs méthodes de débitage prennent une place prépondérante, même si les méthodes levantines restent importantes. Au VIIIe millénaire av. J.-C. la circulation de l'obsidienne devient plus importante, en particulier en Haute Mésopotamie et dans le Zagros occidental (qui se fournissent surtout en Anatolie orientale), mais aussi dans le Levant sud, et à Chypre. Cela indique que des réseaux d'échanges se sont mis en place, qui deviennent un élément caractéristique de la koinè du PPNB. L'obsidienne circule alors essentiellement sous la forme de produits finis (lames et lamelles), parfois sous des formes inconnues en silex (outil de Çayönü, lame de Kashkashok). Cette circulation connaît une éclipse durant le PPNB final,, puis l'obsidienne reste présente sur les sites du Néolithique tardif, notamment durant la période de Halaf.

## Mobilier et ornements en pierre polie
La diffusion du mobilier en pierre polie se repère durant l'Épipaléolithique, avec l'usage croissant des céréales et graines, dès le Kébarien, et surtout au Natoufien et au Zarzien. On distingue couramment un mobilier lourd, constitué d'instruments de broyage des aliments (meules, molettes, mortiers, pilons) et un mobilier léger constitué d'un ensemble d'objets à finalités diverses (haches polies, têtes de massues, vases de petite taille, plaques décorées et pierres à rainures, bracelets, etc.).
Le mortier, associé au pilon, est un objet creux, servant à écraser par mouvement vertical, en général fait dans du calcaire et du basalte, plus profond au Natoufien que par la suite. Le meule, associée à la molette, est en revanche plate, de forme ovale ou rectangulaire, à bords plus ou moins larges et permet le broyage par va-et-vient horizontal. Aux périodes anciennes sont employées des meules-mortiers à cavité surcreusée, qui disparaissent au PPNA. La question de savoir si l'essor de ce mobilier, en particulier du mobilier lourd, a pu influer sur l'adoption du mode de vie sédentaire, est discutée : certes il semble compliqué voire difficile d'emporter des mortiers en basalte lors de changements de campements, mais on sait par d'autres exemples préhistoriques que des groupes avaient l'habitude de les laisser sur leurs différents campements durant les mois où ils allaient ailleurs. Les meules peuvent du reste avoir d'autres usages que le broyage des aliments : sur le site chypriote d'Asprokremnos, elles servaient ainsi à réduire des roches d'ocre pour obtenir des pigments, ce qui se voit par leur coloration rougeâtre qui en a résulté.

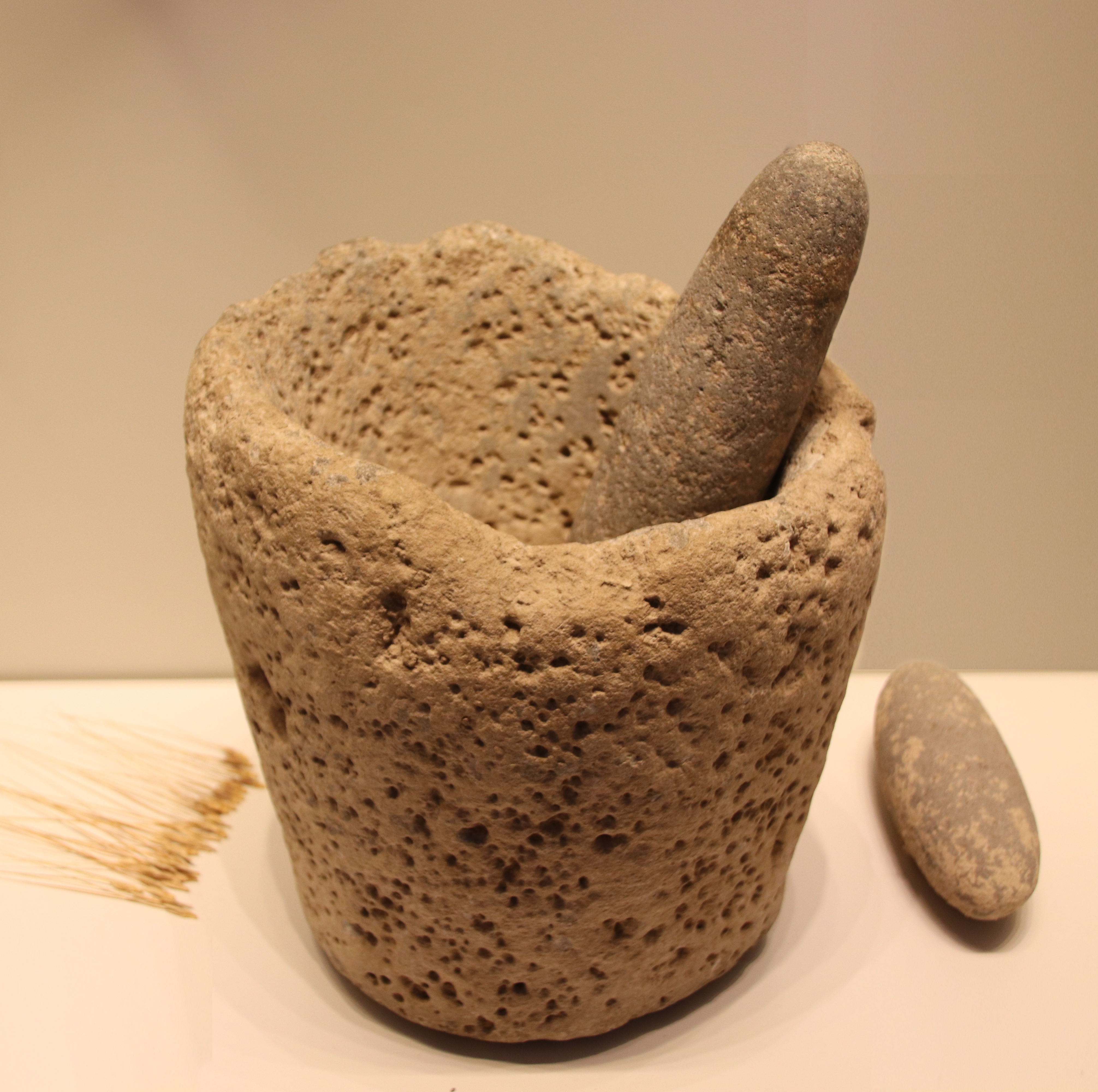
Mortier et pilon en basalte provenant d'Ein Gev, Kébarien. Musée d'Israël.
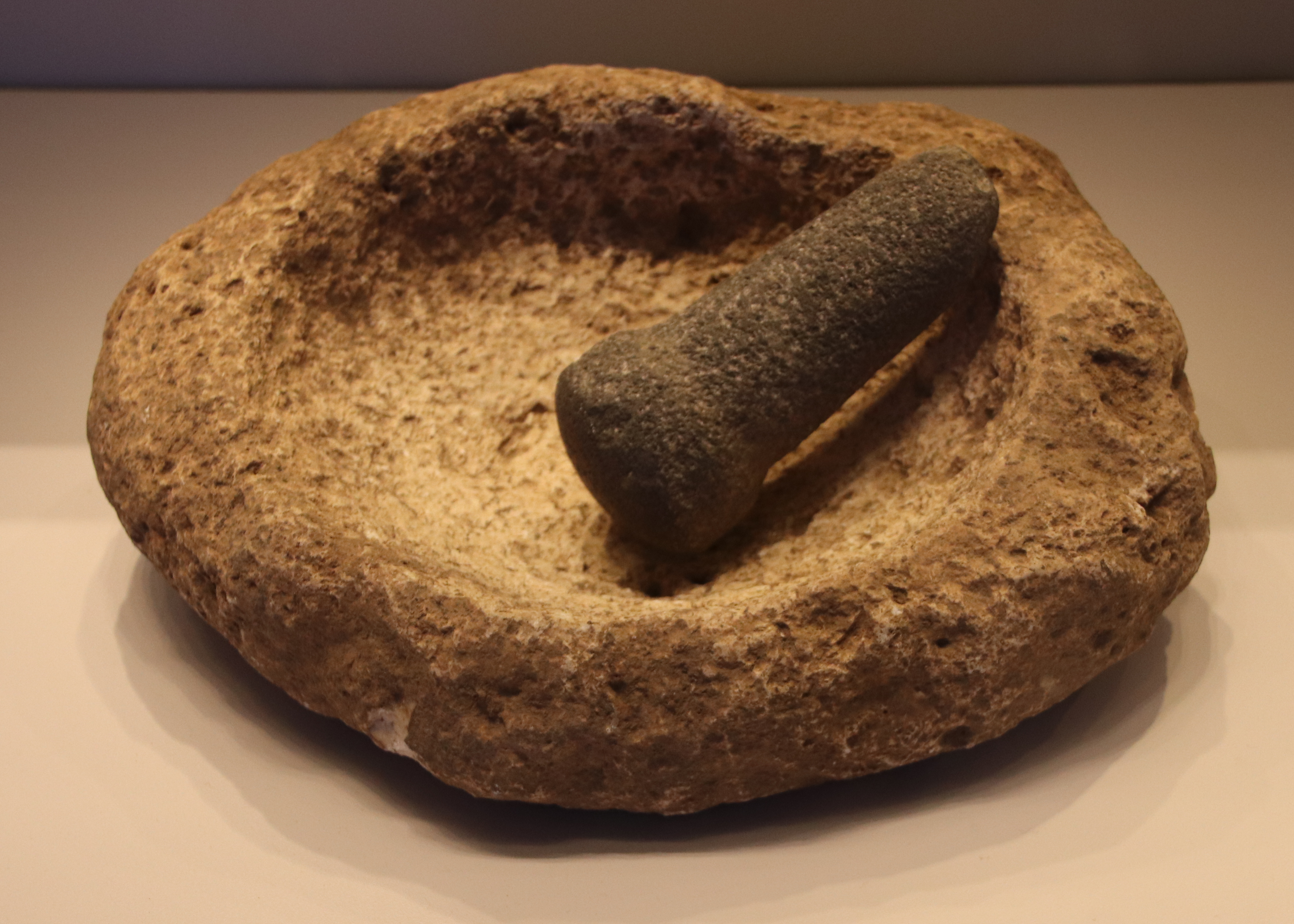
Mortier en basalte et pilon en calcaire provenant de Nahal Oren, Natoufien ancien. Musée d'Israël.
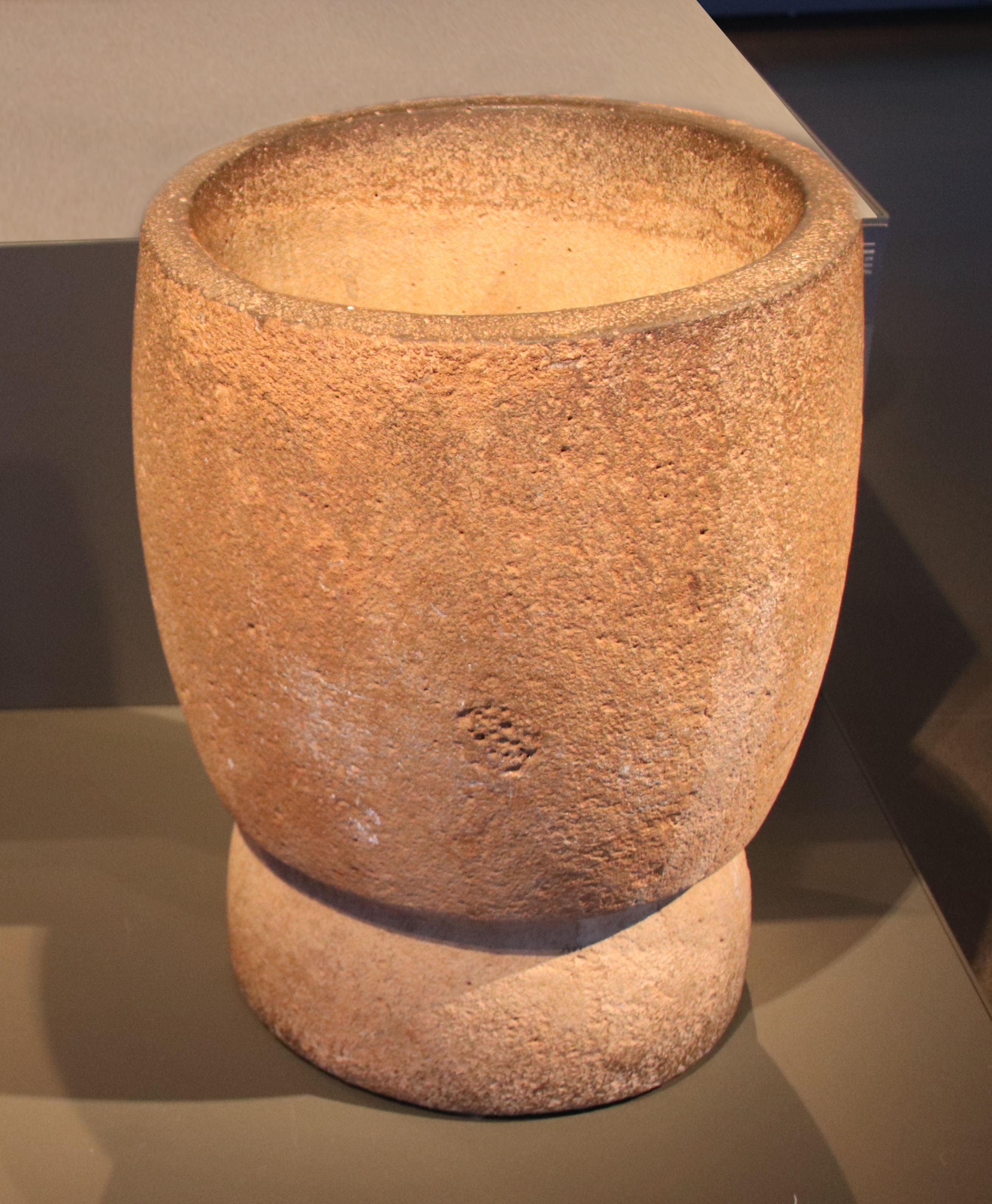
« Meule-mortier » en pierre provenant de Mallaha, Natoufien ancien. Musée d'Israël.
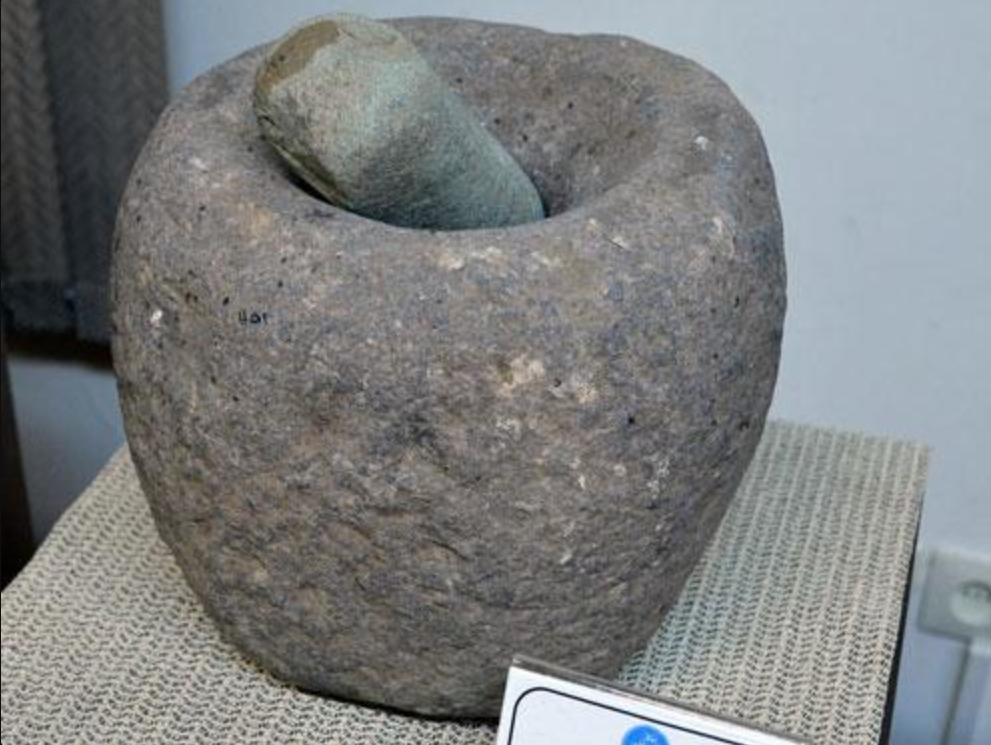
Mortier et pilon provenant de Tepe Zagheh (Iran), v. 7000 av. J.-C.
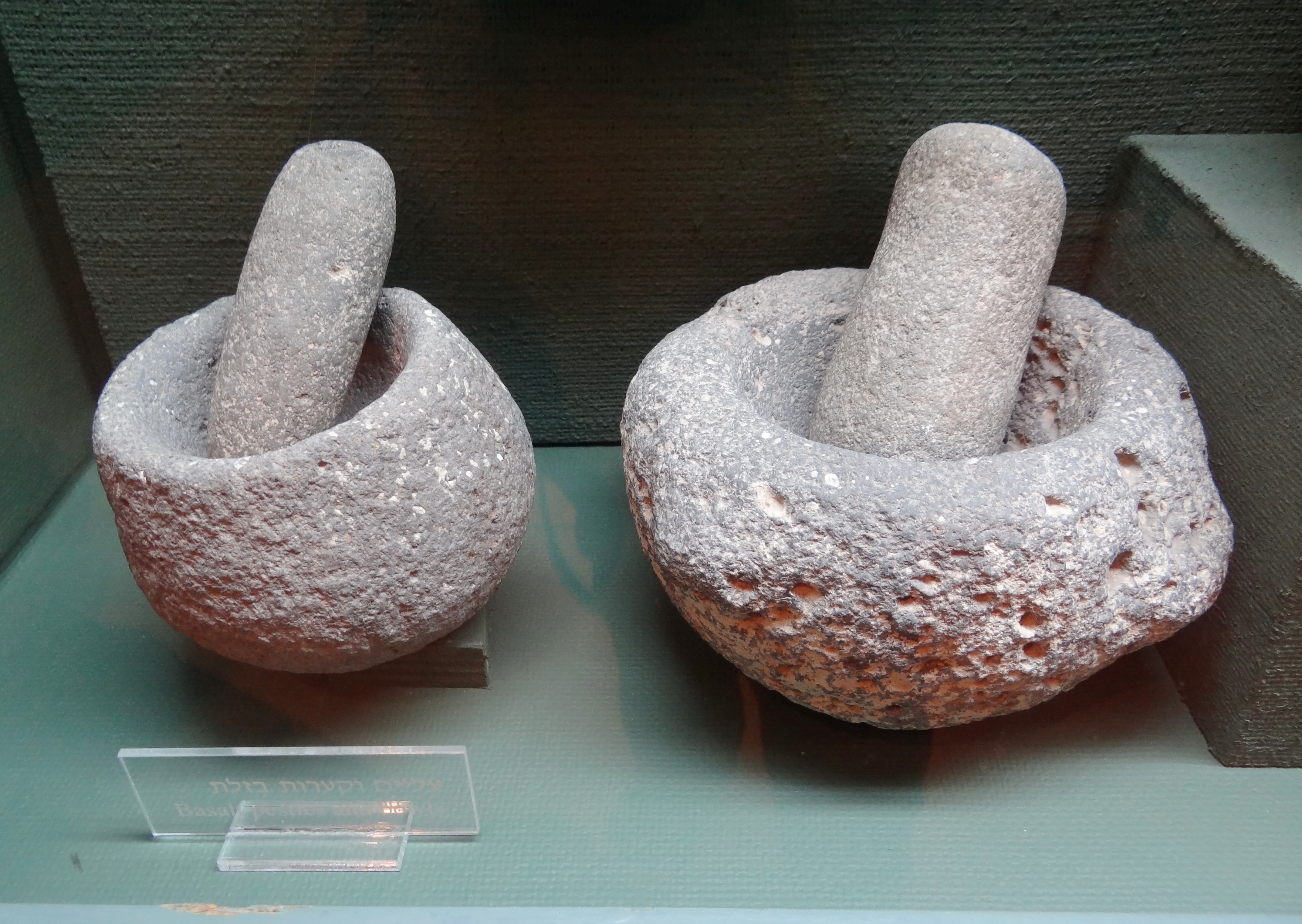
Mortiers et pilons de Sha'ar Hagolan, Yarmoukien (6400-5800 av. J.-C.). Musée de la culture de Yarmouk.
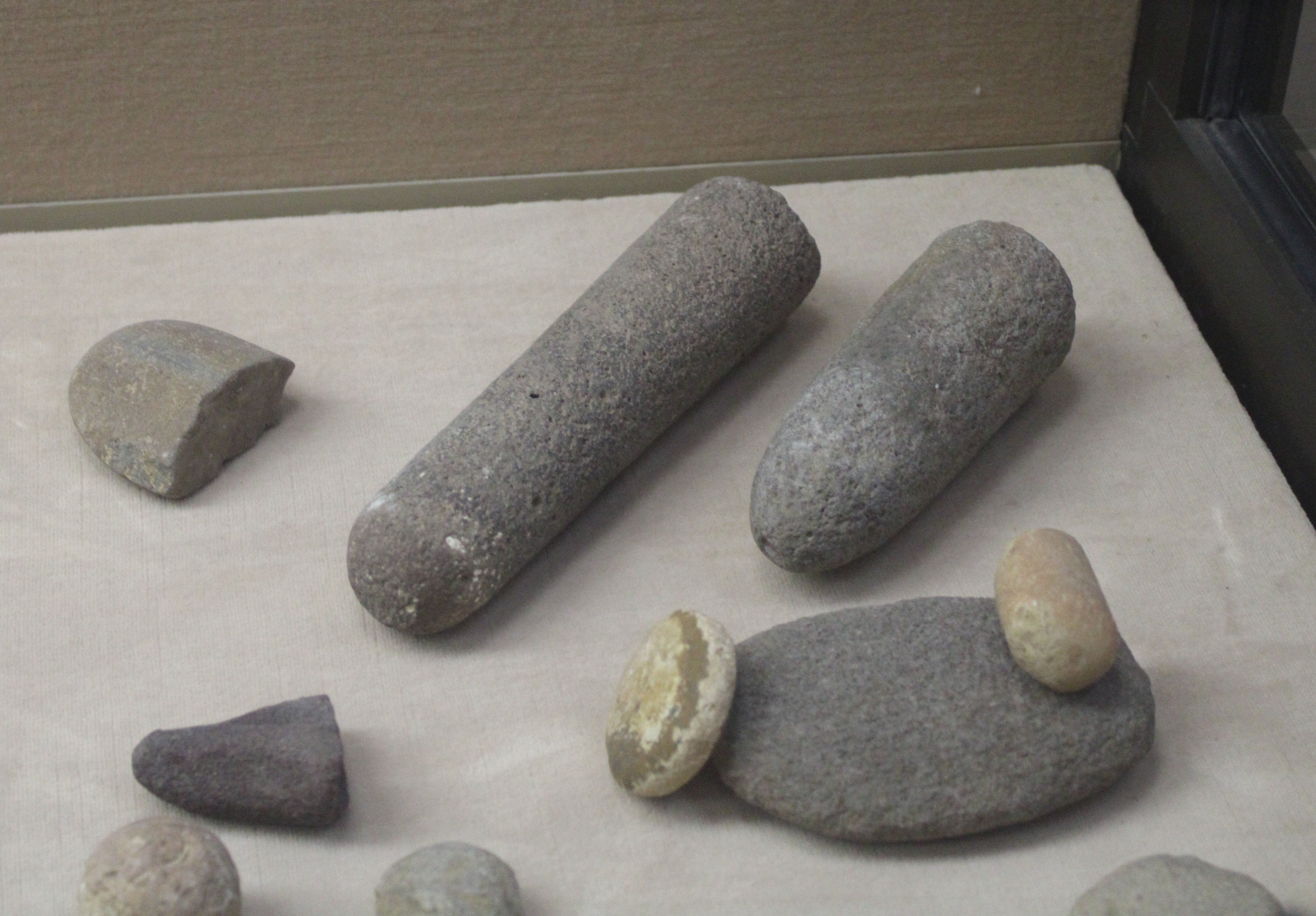
Pilons, meule, molettes, fragment de polissoir, El-Wad, Natoufien récent. Musée d'archéologie nationale.
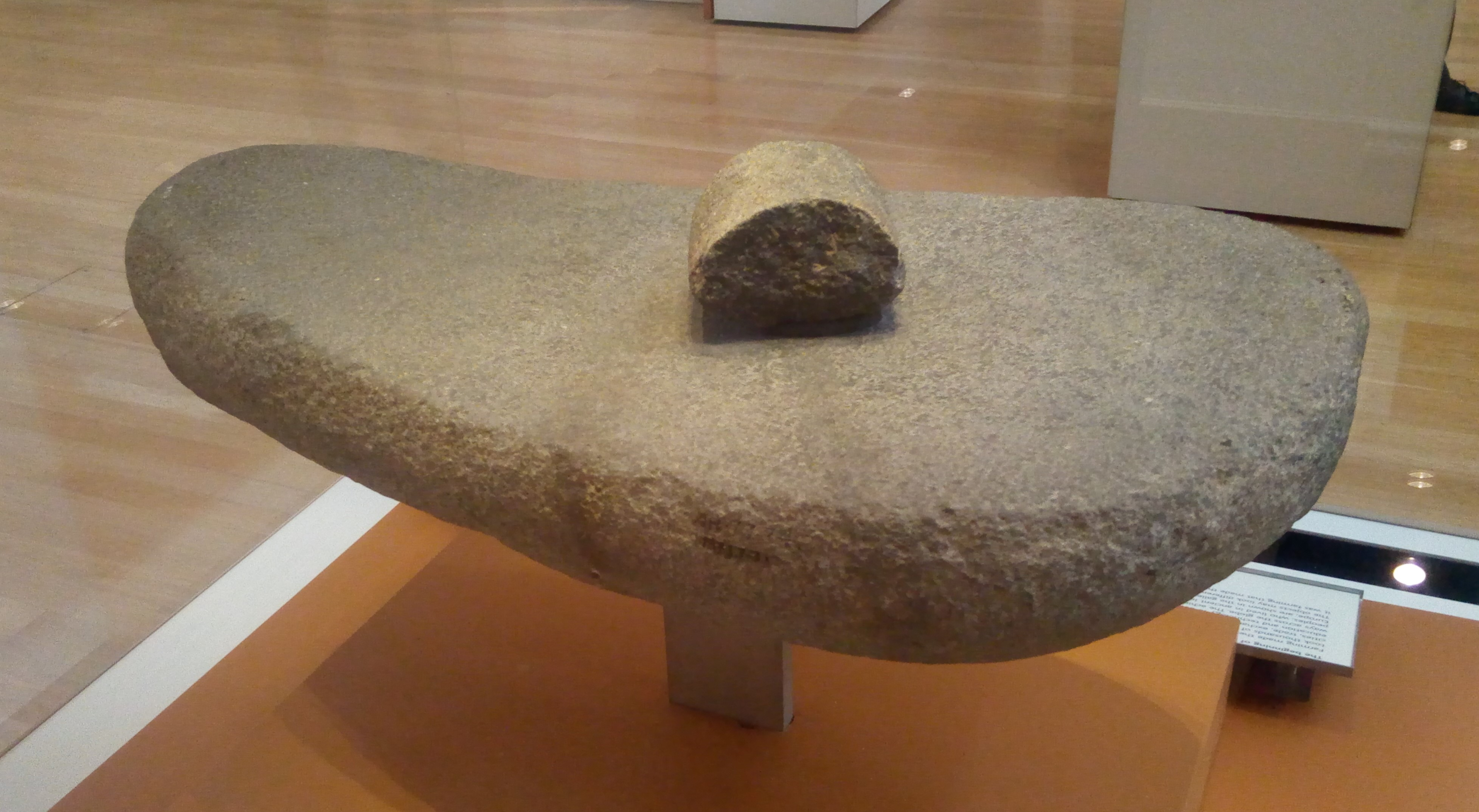
Meule et molette, Abu Hureyra (Syrie, Moyen-Euphrate), v. 9500-9000 av. J.-C. British Museum.

Les haches polies apparaissent au Zarzien à l'est, et au PPNA à l'ouest et en Anatolie du sud-est. Certaines sont des haches en silex taillées qui ont ensuite été polies, d'autres, plus lourdes, sont en basalte, piquetées puis polies, et d'autres enfin sont en « roches vertes », et entièrement polies. La tendance pour ce type d'objet est à leur amincissement et allègement, et le passage de formes lenticulaires à rectangulaires, avec un usage moins important du basalte.
La vaisselle en pierre est faite à partir de diverses roches tendres : calcaire, albâtre, gypse, chlorite, marbre. Elle apparaît au Natoufien sous la forme de petits vases en basalte, puis se diffuse dans les régions voisines au PPNA. Dans l'Anatolie du sud-est et le Moyen-Euphrate, il s'agit en général de bols en serpentine vert-noir, certains ayant des décors gravés, le plus souvent géométriques, mais parfois animaux. Au PPNB la vaisselle en pierre se diffuse, et atteint le Zagros. Les formes sont en général des vases simples (il y a aussi des formes plus plates), puis se complexifient au fil du temps (profils carénés, apparition de pieds, aussi des formes zoomorphes, décors gravés). Au PPNB récent et au Néolithique récent (notamment à l'époque de Samarra), certains de ces objets connaissent une importante diffusion, parce qu'ils sont manifestement devenus des productions de prestige fabriquées par des artisans à l'expertise reconnue.

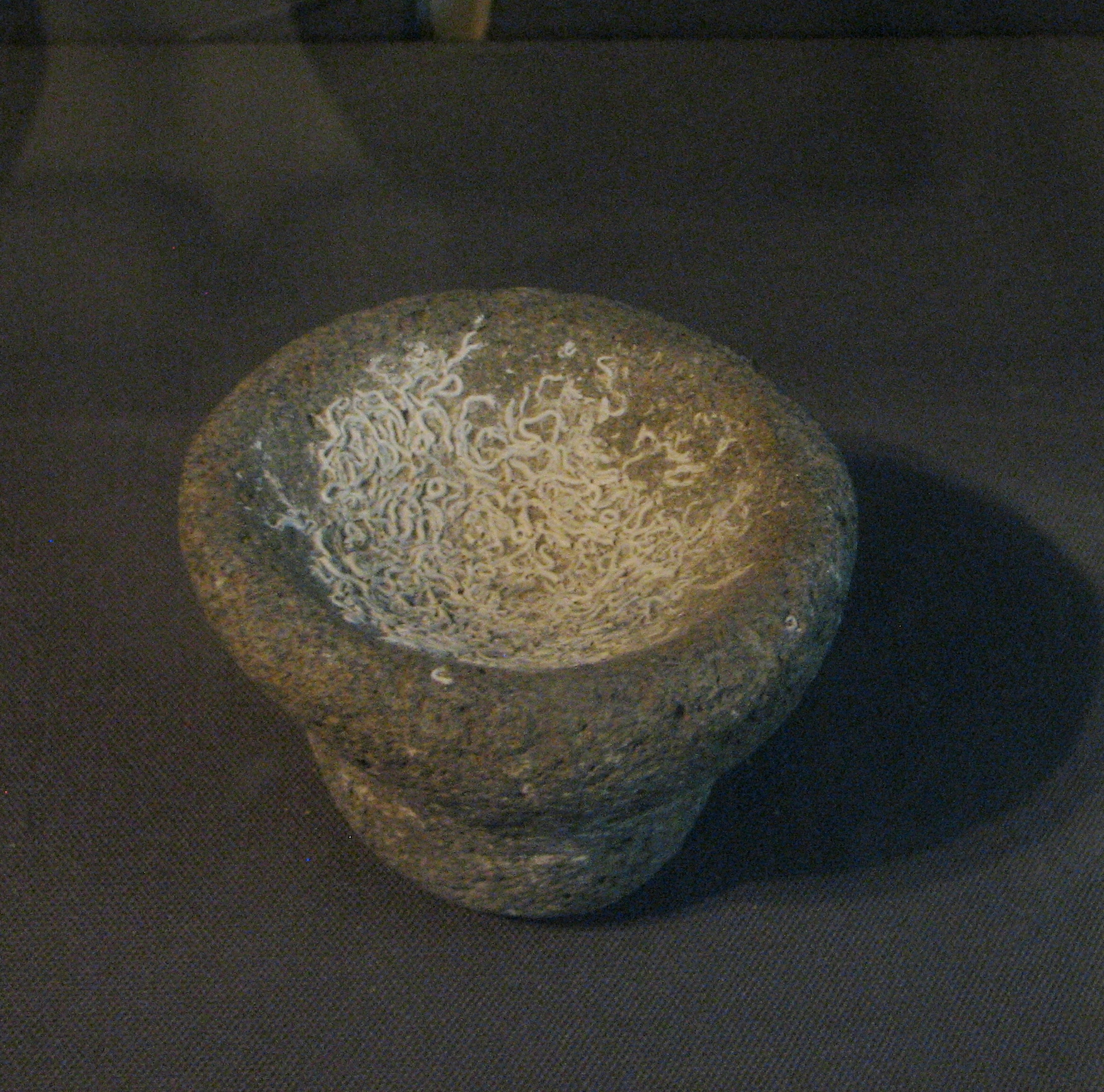
Vaisselle en pierre du site d'Atlit Yam, VIIe millénaire av. J.-C. Musée de la Préhistoire Moshe Stekelis, Haifa.
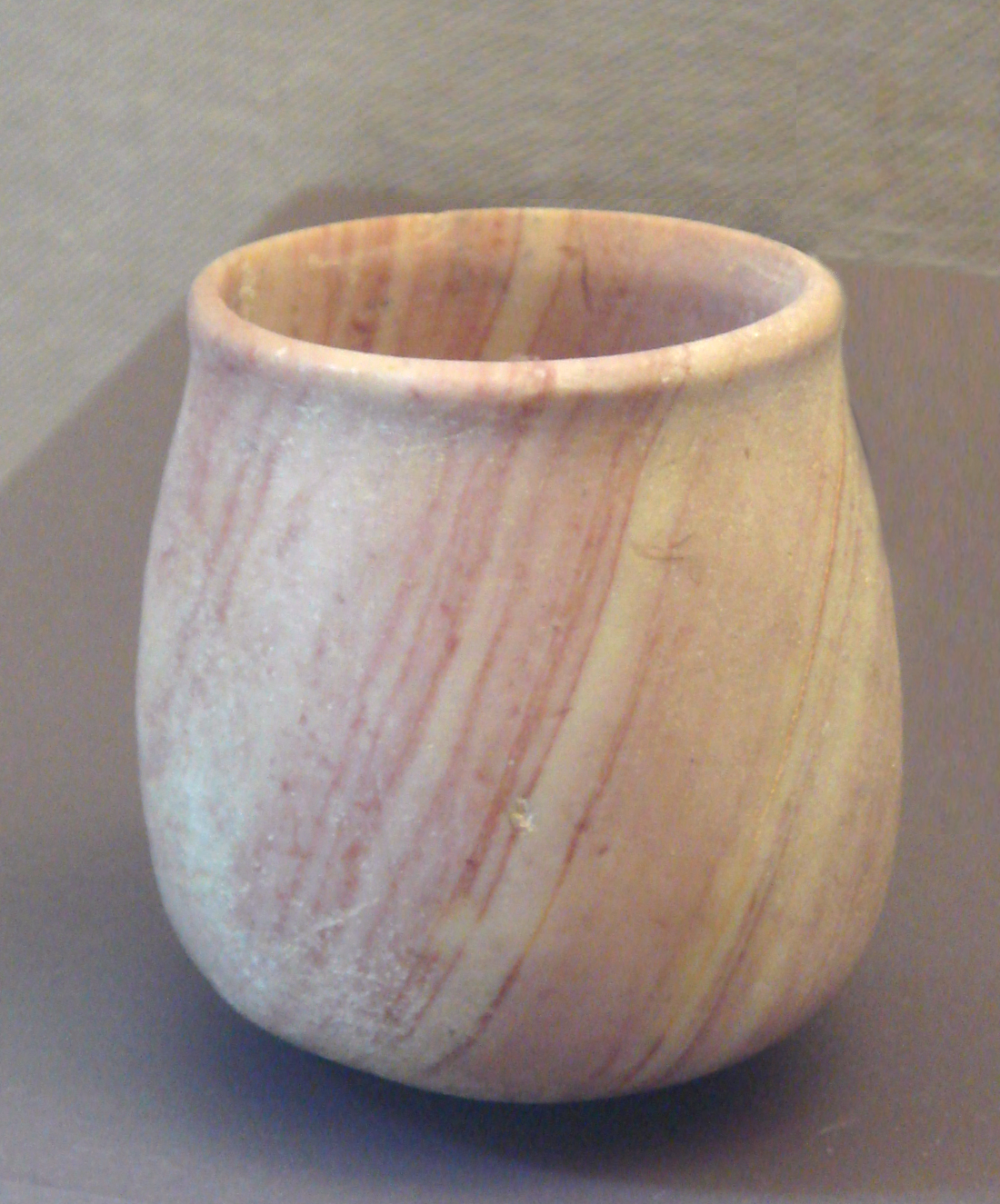
Vase en albâtre provenant de Bouqras, v. 6500 av. J.-C. Musée du Louvre.
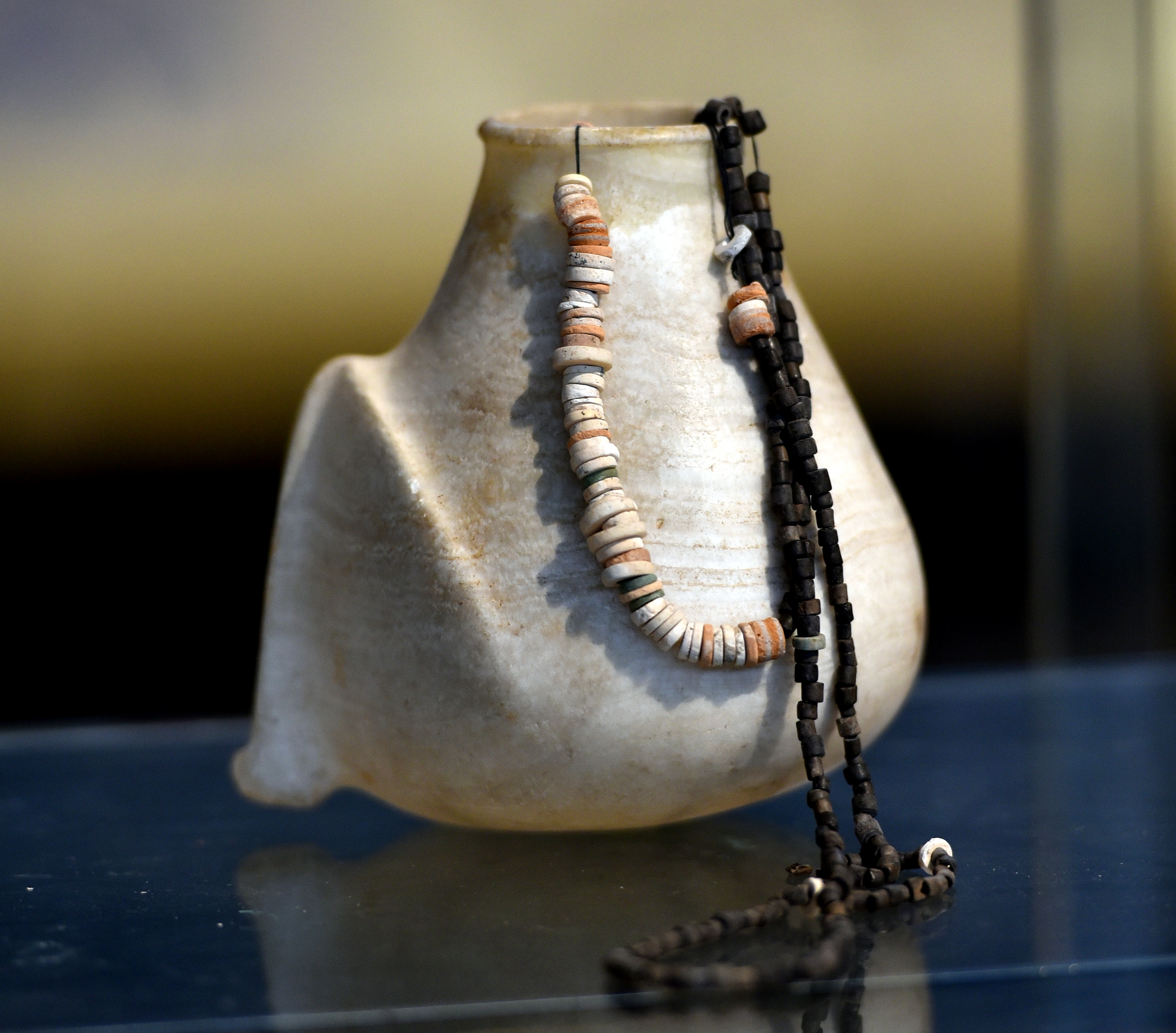
Vase en albâtre et colliers de Tell es-Sawwan, v. 6000-5800 av. J.-C. Musée national d'Irak.

Les bracelets en pierre sont des anneaux qui apparaissent au PPNB, sous des formes circulaires ou ovales, dont les profils se diversifient avec le temps. Ils sont taillés dans des marbres ou du basalte à grain fin. Aux périodes récentes la technique de fabrication semble impliquer une forme de tournage, à partir d'un disque progressivement évidé, ce qui indique là aussi un artisanat spécialisé.
Les pierres colorées (amazonite, cornaline, améthyste, turquoise, etc.) sont de plus en plus travaillées durant le Néolithique précéramique pour confectionner des perles, notamment celles appelées « perles-papillons » en raison de leur forme. Elles sont employées dans les parures, donc des objets de prestige. Elles semblent souvent taillées près des lieux d'extraction, mais elles peuvent aussi circuler loin sous forme brute avant d'être transformées.

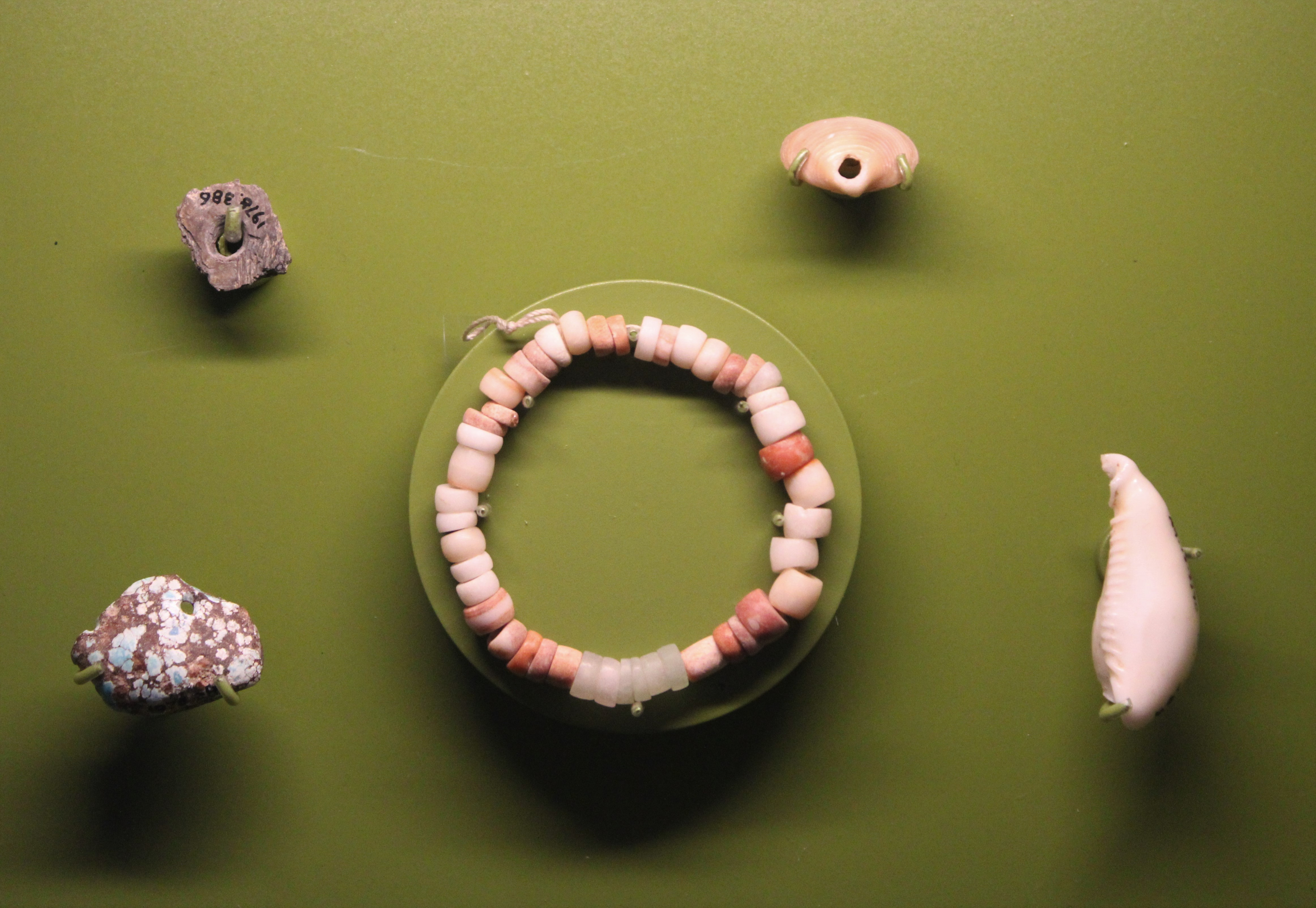
Collier en perles de pierre et de coquillage, pendentifs en os, turquoise et coquillage, Abu Hureyra. Ashmolean Museum.
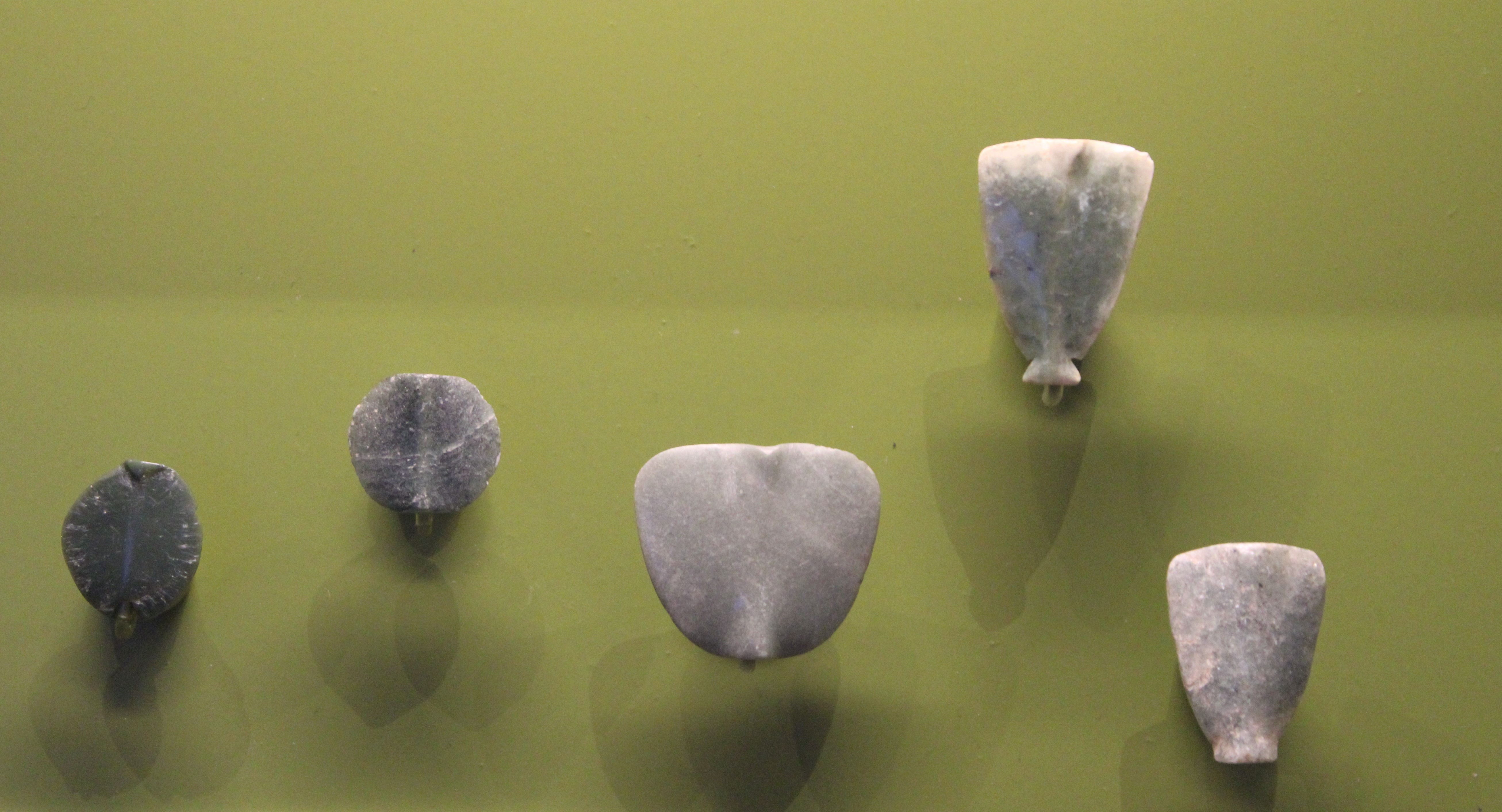
« Perles-papillons », Abu Hureyra. Ashmolean Museum.
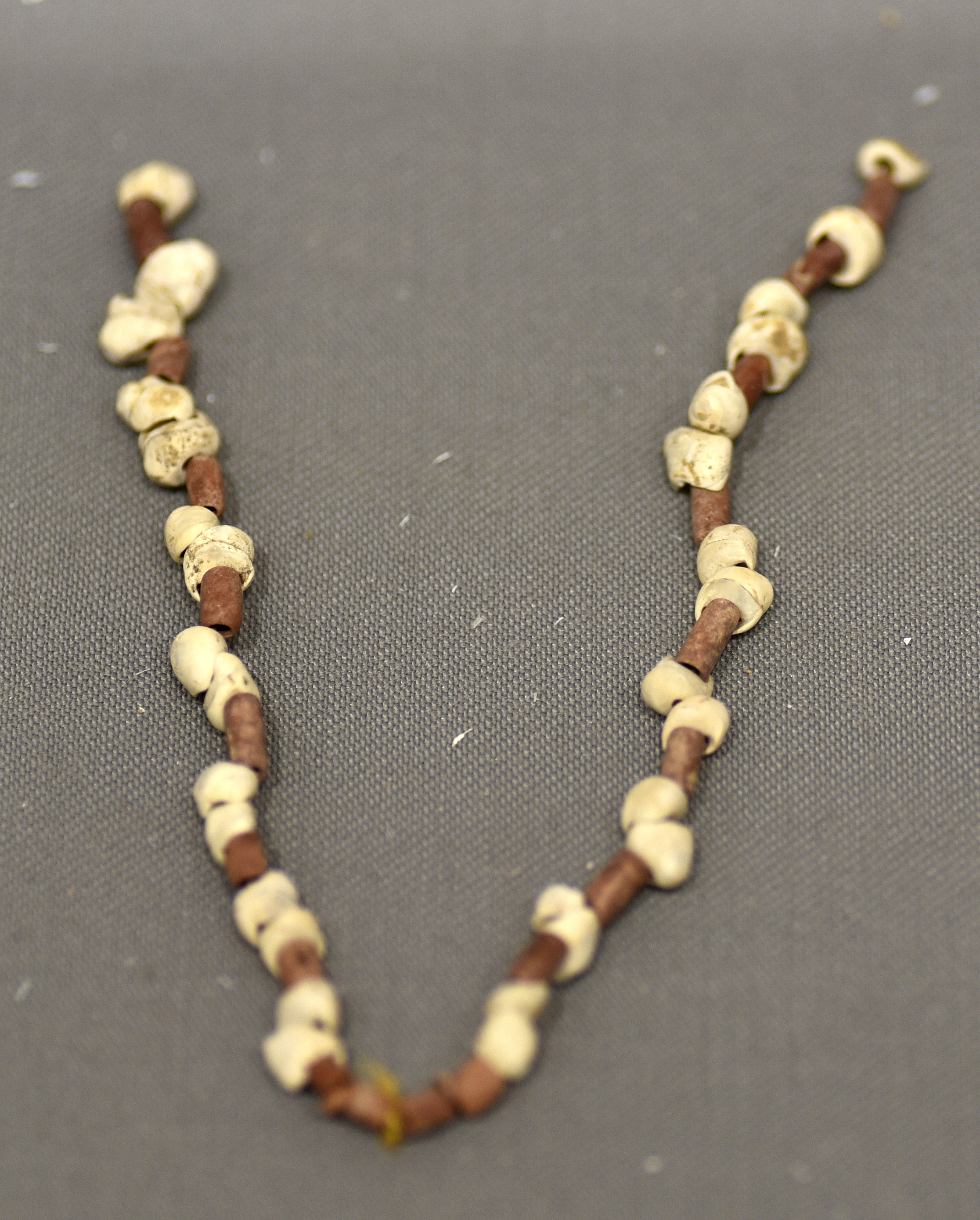
Collier de perles de pierre blanche et de cornaline, Bestansour (Kurdistan irakien), v. 7800-7500 av. J.-C. Musée de Souleimaniye.
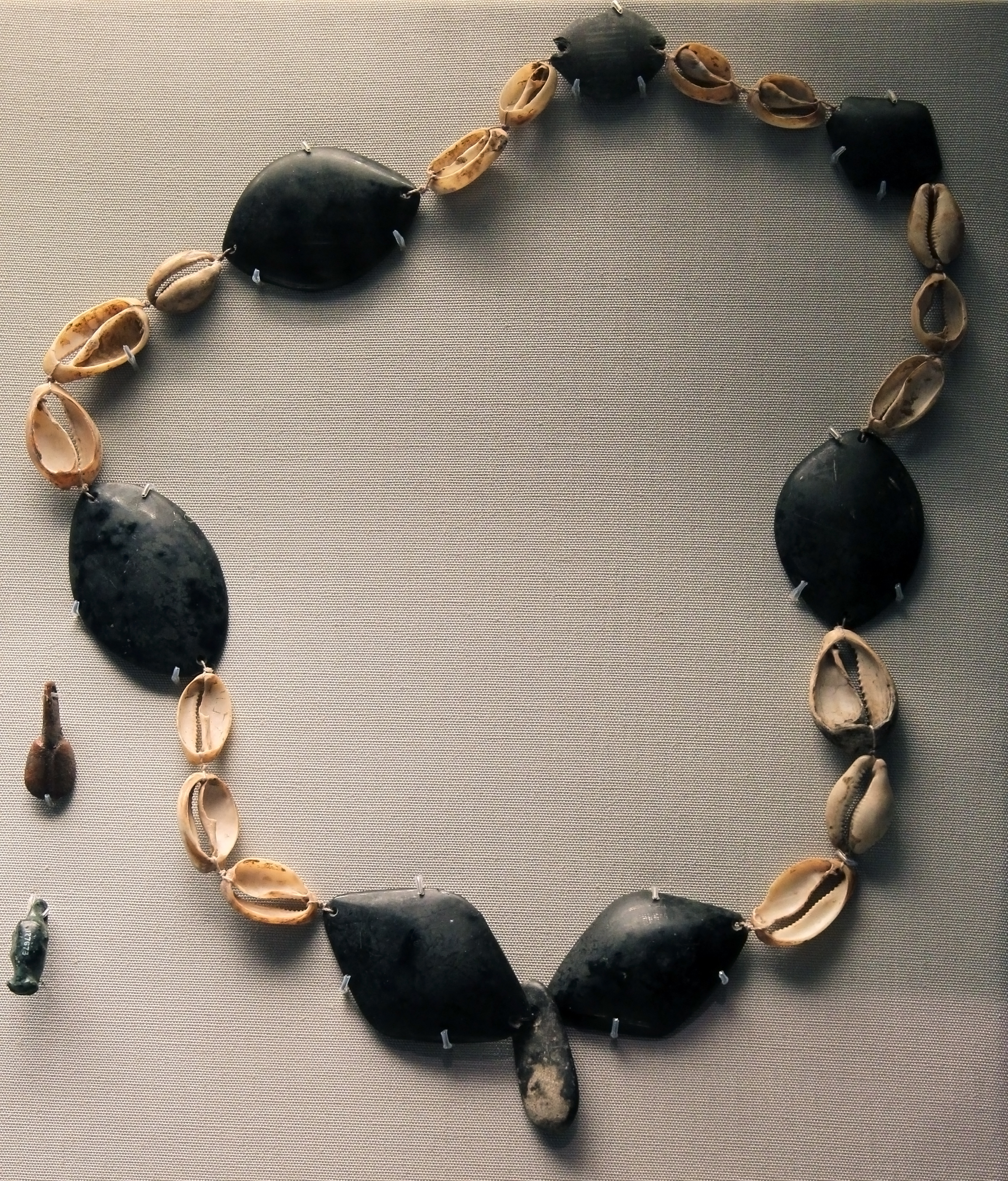
Collier de perles d'obsidienne et de coquillages cauris du golfe Persique anciennement colorés à l'ocre rouge, Tell Arpachiyah, période de Halaf. British Museum.

Les pierres à rainures sont des objets caractéristiques de l'Épipaléolithique final et du PPNA, qui disparaissent par la suite. Il s'agit de plaquettes ou galets dont une face dispose d'une rainure, qui pourrait avoir servi pour redresser les hampes de flèches,. Aux mêmes époques se trouvent des plaquettes gravées de décors géométriques (lignes parallèles, quadrillages, ondulations), quelques fois combinés à des motifs animaliers (à Jerf el Ahmar), donnant l'impression de sortes de pictogrammes,,. Ils pourraient alors servir à identifier des groupes ou des individus, comme les sceaux-cachets qui apparaissent au PPNB.

## Industries du feu
Le Néolithique est une période de développement des arts du feu, la pyrotechnologie : le feu est de mieux en mieux maîtrisé, afin de réaliser des objets qui apportent des changements majeurs dans les sociétés. Historiquement il semble que les arts du feu aient débuté avec la chauffe de roches avant leur débitage et leur façonnage, mais cela est peu attesté dans le Néolithique proche-oriental. La plus grande maîtrise de la pyrotechnologie commence avec l'apparition de la chaux et du plâtre, qui pavent manifestement la voie à l'apparition de la céramique, qui est une des principales innovations techniques du Néolithique. Le travail des minerais métalliques existe aussi à cette période, mais la métallurgie se développe plus tard.

### Chaux et plâtre
La chaux est obtenue par calcination du calcaire, tandis que le plâtre l'est par la calcination du gypse, qui sont ensuite réhydratés. Leur usage est attesté dès l'Épipaléolithique, d'abord pour consolider l’emmanchement des lames au Kébarien géométrique, puis dans la construction des tombes au Natoufien, mais il se diffuse surtout à partir de 8000 av. J.-C., avant tout au Levant. Ils servent essentiellement dans la construction, pour le revêtement des murs, des sols, des fours et des foyers.
La chaux et le plâtre servent aussi à la confection de petits récipients, la « vaisselle blanche », façonnée par modelage ou moulage, parfois sculptée. Elle est surtout attestée au Levant nord, où elle connaît son développement le plus important durant la seconde moitié du VIIIe millénaire av. J.-C., avant d'être supplantée par la céramique.
La chaux et le plâtre sont également employés pour la réalisation de statues, comme celles de 'Ain Ghazal, et le surmodelage des crânes, servant (avec l'ajout de peinture) à créer une sorte de nouvelle chair.

### Les débuts de la céramique

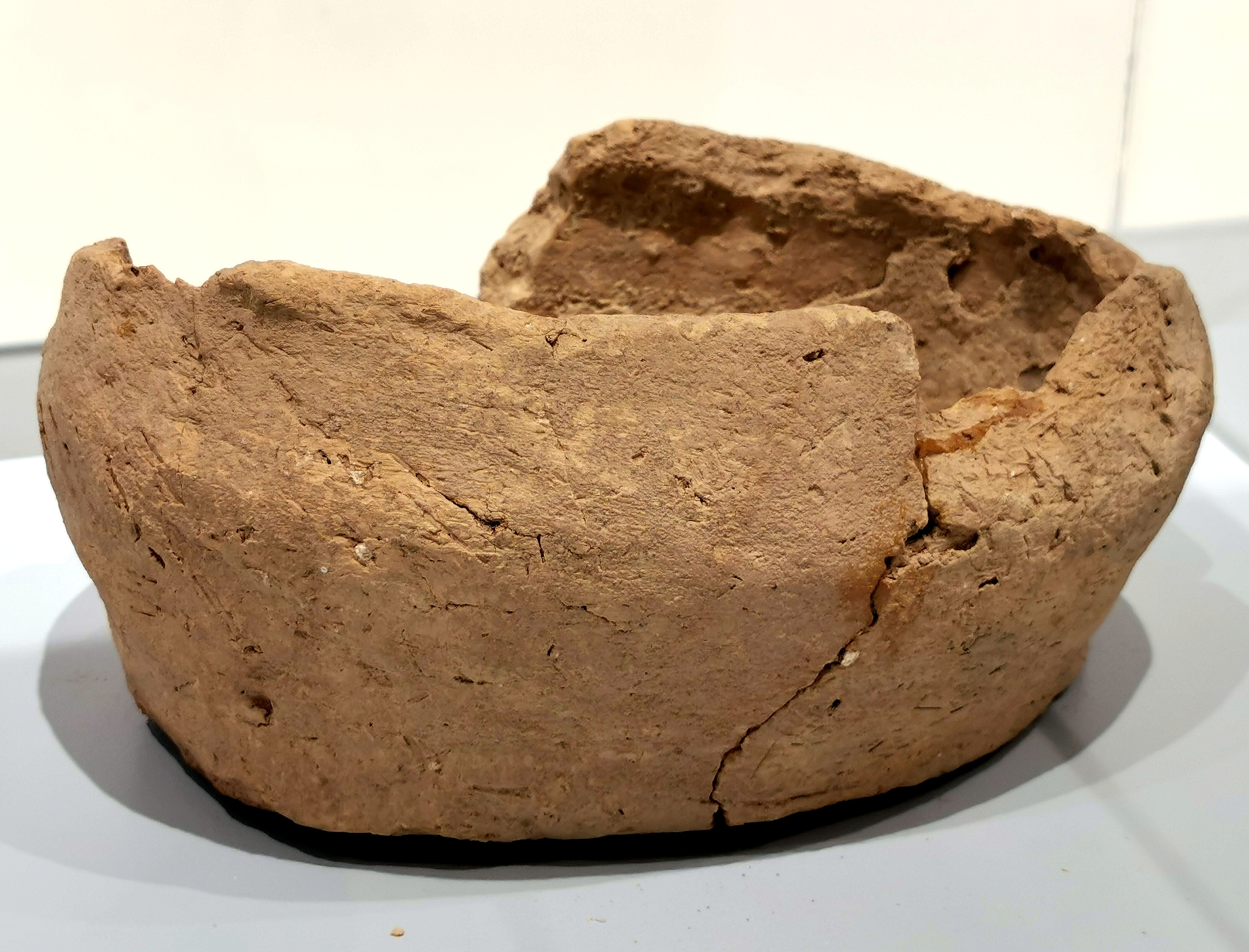
Bol en terre cuite provenant de Jarmo, Musée de Souleimaniye.

Durant le Néolithique précéramique, la terre et l'argile servent avant tout dans la construction pour les structures, avec le développement des briques, et aussi pour les silos, où elles sont mêlées avec des végétaux ; de même l'argile peut être mêlée à du plâtre. Ces technique semblent constituer un antécédent des céramiques, avec la vaisselle blanche déjà évoquée. L'argile sert aussi pour réaliser des figurines et divers petits objets aux fonctions indéterminées de forme géométrique (cônes, boules, etc.),. De très petits vases en terre apparaissent dès le PPNA, et des sortes de bassins attestés à Ganj Dareh. Ce dernier site a livré ce qui est parfois tenu pour être les premières attestations de vases en terre cuite, donc de céramique, mais il semblerait plutôt que la cuisson soit accidentelle. La céramique à proprement parler, résultant de la cuisson intentionnelle à au moins 500 ou 600 °C d'un récipient en argile mêlé de dégraissant végétal ou minéral, intervient vers 7000 av. J.-C., et se retrouve aussi bien dans le Zagros (Tepe Guran (fa)), dans la Djézireh (Seker al-Aheimar), en Syrie occidentale (Ras Shamra, Tell el-Kerkh), qu'en Anatolie centrale (Çatal Höyük),. Il ne s'agit pas des plus anciennes céramiques connues dans le Monde, puisqu'il s'en trouve auparavant en Chine, au Japon et en Afrique saharienne.
La fabrication et l'usage des céramiques se diffuse rapidement durant le VIIe millénaire av. J.-C. (avec un retard dans le Levant sud), d'abord sous des formes simples mais très variables, avec souvent des inclusions végétales, des décors géométriques incisés, parfois peints. Se développent ensuite deux grandes catégories de céramiques distinguées en fonction de leur conception et manifestement de leur usage, parmi ceux considérés comme prépondérants : stockage de denrées, préparation (cuisson) et service des aliments. Un premier groupe est celui des céramiques à forte proportion de dégraissant minéral (naturel ou ajouté ; calcite surtout), souvent cuites à des températures basses (moins de 800 °C). Elles ont une forte résistance aux chocs thermiques, ce qui les rend propres aux usages culinaires, mais ont le défaut d'être peu résistantes aux chocs physiques. L'autre groupe est constitué de céramiques en pâtes dures et rigides, obtenues notamment à partir d'argiles calcaires, qui permettent de façonner des vases plus épais et robustes, cuits à haute température (800–1 000 °C). Elles sont appropriées pour le stockage, mais en revanche elles sont peu résistantes aux chocs thermiques donc impropres pour la cuisson des aliments. Les grandes jarres de stockage apparaissent après les premières phases de développement de la céramique, permettant un stockage de masse. En effet, il semble que les fonctions des céramiques sont déterminées progressivement par ceux qui les fabriquent et les utilisent : la céramique n'est pas forcément adoptée pour ses usages de cuisson et entreposage, qui sont plus une conséquence qu'une cause dans ce processus, car ce seraient plutôt eux qui se développement progressivement, avec l'amélioration des techniques de fabrication de la céramique. Les poteries prennent alors une place majeure dans les activités sociales, économiques et aussi rituelles.
Se développent alors différentes traditions de céramiques, qui sont des éléments essentiels dans la caractérisation des cultures archéologiques du Néolithique céramique. Elles sont définies selon qu'elles sont à parois épaisses (grossières) ou minces (fines), décorées ou non, et dans le premier cas selon le décor (lustrage, peinture, incision, impression). Ainsi les premières céramiques du Zagros ont surtout des formes ouvertes, sont lissées, claires, à décor peints, d'abord des formes géométriques simples, puis des lignes irrégulières, des losanges, des quadrillages. La Dark Faced Burnished Ware (ou DFBW), soit une céramique polie et foncée, se retrouve en Syrie occidentale et méridionale aux premiers stades de développement de la céramique ; ses formes sont arrondies et elle est souvent décorée d'impressions,. Le type dit « Proto-Hassuna », qui se développe dans la Djézireh au début du Néolithique céramique, est caractérisé par des grands vases fermés à parois épaisses, dont la forme est peut-être inspirée des outres en peaux, ayant parfois un décor appliqué animaux ou anthropomorphes, et de la céramique fine claire à décor peint en rouge (bande horizontale, chevrons, points, triangles),. Le Yarmoukien, première tradition céramique connue du Levant sud, est caractérisé par des jarres à anses, souvent de grande taille, aussi des formes ouvertes, et des décors incisés (bandes de chevrons, triangles). La fin du Néolithique voit l'apparition de céramiques fines peintes de formes variées et complexes, avec des décors très élaborés, en particulier celles de la culture de Samarra de Mésopotamie centrale, mêlant bandes horizontales, motifs géométriques, et figures humaines et animales, dans des compositions dynamiques, cinétiques, certaines rappelant des danses. Dans le plateau Iranien les céramiques sont en général de type « soft-ware », cuites à basse température, grossières, lustrées, à pâte à dégraissant végétal, et souvent peintes.

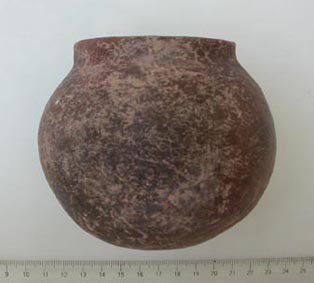
Exemple de Dark Faced Burnished Ware provenant de Shir (Syrie).
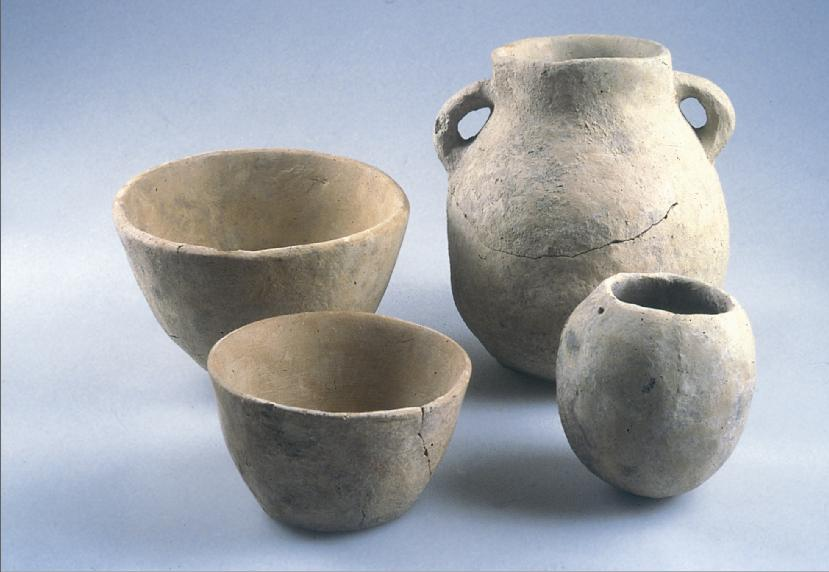
Poteries sans décor du Yarmoukien, provenant de Sha'ar Hagolan.
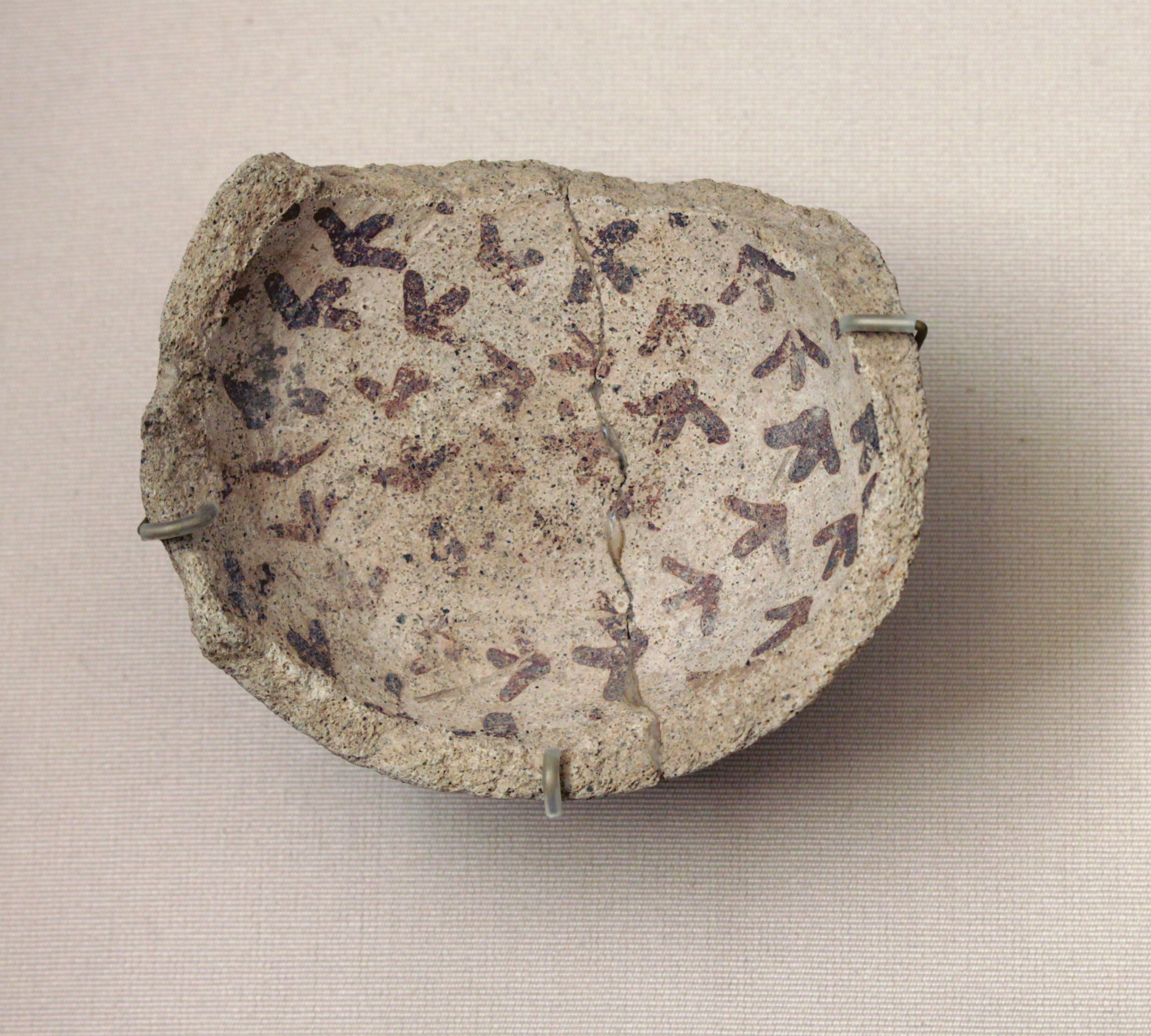
Poterie à décor peint de la période de Hassuna. Musée du Louvre.
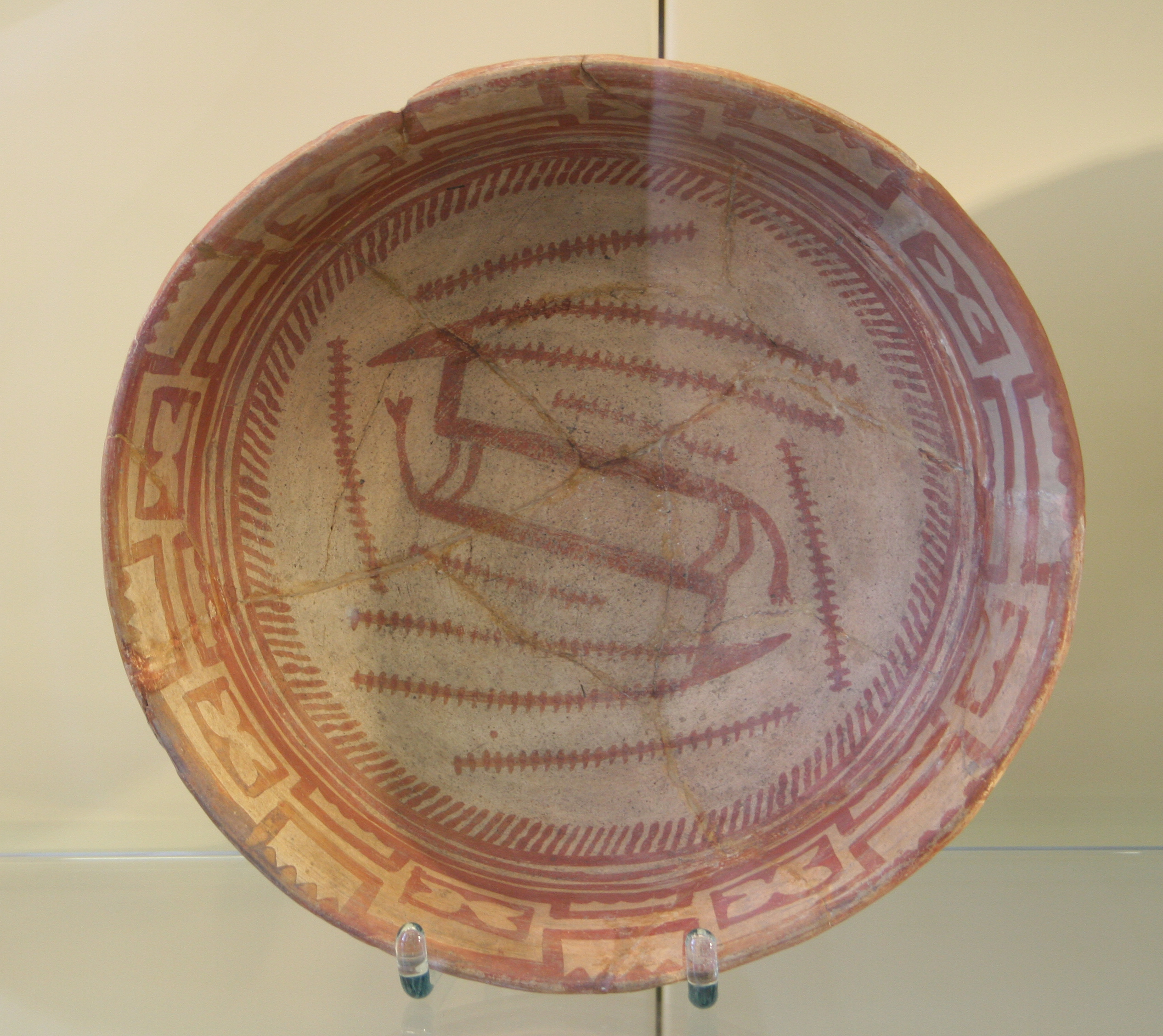
Coupe peinte de la période de Samarra. Pergamon Museum.
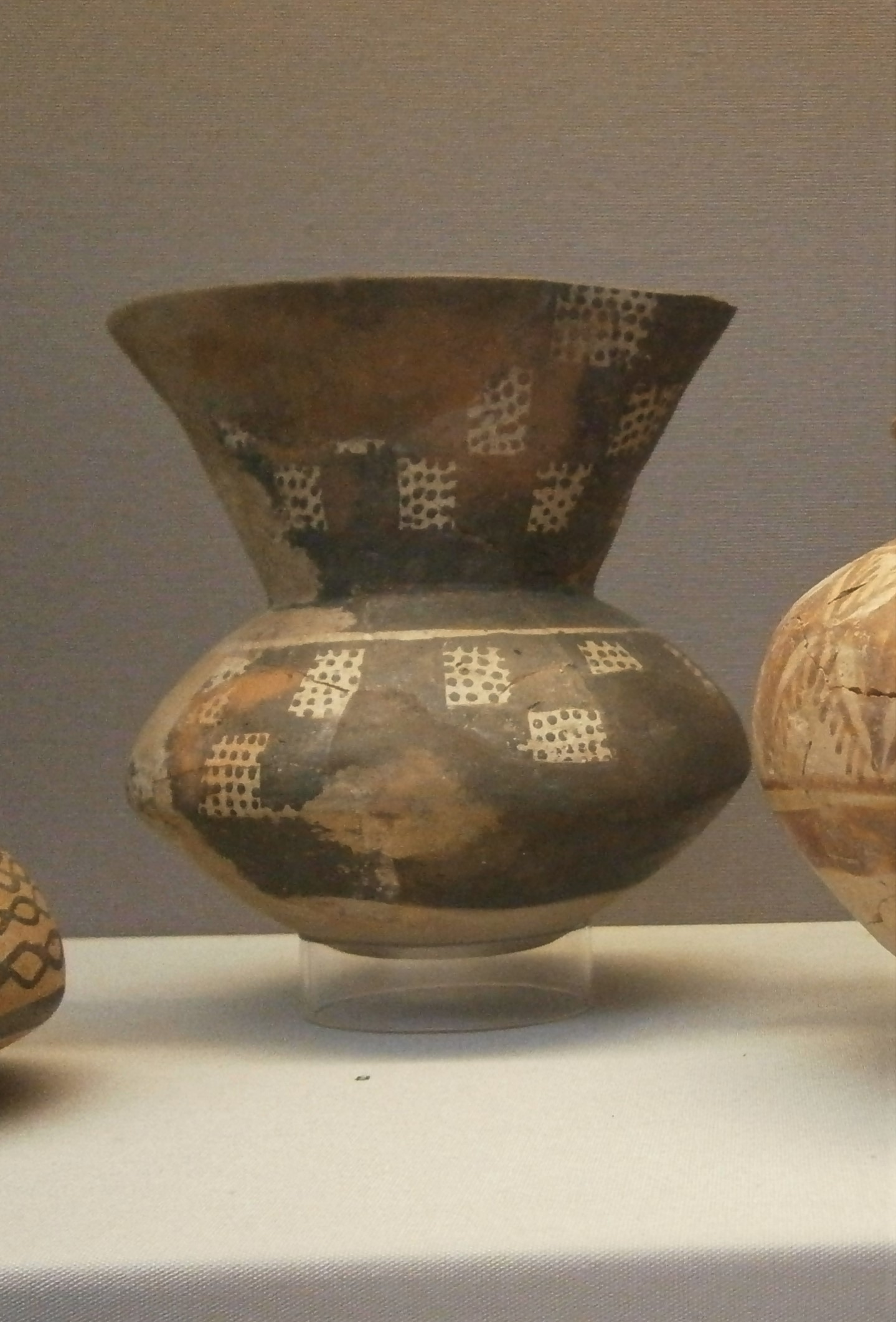
Jarre à ouverture ovale peinte, décor géométrique sombre. Tell Arpachiyah, Halaf récent. British Museum.

Pour ce qui concerne les techniques de fabrication, un four de potier mis au jour à Yarim Tepe est daté de la seconde moitié du VIIe millénaire av. J.-C., et pour le millénaire suivant plusieurs autres ont été dégagés en Mésopotamie (Tell es-Sawwan, Tell Abada). Il s'agit en général de fours à base ronde ou ovale, à tirage ascendant et à chambre simple (les pots à cuire et le combustible sont dans la même chambre) ou double (ils sont séparés). Leur perfectionnement technique atteste d'une plus grande spécialisation du métier de potiers, visible en particulier durant l'époque de Samarra puis celle de Halaf, qui voit l'apparition de la tournette, première méthode rotative de façonnage de céramiques. Cette spécialisation se voit aussi dans la capacité des potiers à sélectionner des argiles de meilleure qualité, après de nombreuses expérimentations ayant consolidé leur expertise, et aussi par le fait que les céramiques circulent entre les régions dès leur apparition, et que cela s'accentue par la suite, ce qui semble impliquer qu'une partie de la production est déjà destinée à s'écouler au-delà de sa région de fabrication.

### Travail des métaux
Le travail des minerais métalliques précède le développement de la métallurgie à proprement parler, qui implique la fonte du minerai avec du charbon de bois. Avant cela le cuivre natif est travaillé dès au moins le VIIIe millénaire av. J.-C., quand il se retrouve sur plusieurs sites en Anatolie (Çayönü, Aşıklı Höyük, Can Hasan (tr)), puis au millénaire suivant en Mésopotamie et Iran (Magzalia, Ali Kosh (fa), Tepe Sialk). L'industrie du cuivre natif consiste alors en un traitement thermique de la roche, avant une façonnage par martelage, et dans certains cas il semble que le procédé du recuit (jusqu'à 600 °C) ait été employé, précédant le développement des techniques métallurgiques. Le cuivre natif sert à confectionner de petits objets utilitaires, comme des poinçons, et des éléments de joaillerie, notamment des perles et des anneaux. Des objets similiaires en cuivre natif et malachite se retrouvent dans l'aire de la culture de Halaf au VIe millénaire av. J.-C., mais ils ne semblent pas y avoir été considéré comme des objets prestigieux. La métallurgie à proprement parler ne se développe pas durant le Néolithique, ou alors à sa toute fin, puisqu'on estime que la fonte du cuivre au creuset apparaît au plus tard vers 5000 av. J.-C. en Anatolie (Tülintepe, Tepeçik, Değirmentepe) et en Iran (Tal-i Iblis).

## Industrie osseuse
Les objets en matières osseuses sont très présents au Natoufien après avoir été plutôt laissés de côté au Kébarien. L'outillage en os est alors très divers, sans doute parce qu'il est destiné à autant d'usages : pointes, dans certains cas barbelées, poinçons, couteaux, hameçons barbelés ou courbes, des manches, parfois décorés de figures animales, etc. Leurs usages sont sans doute très divers : couture, chasse, pêche. Des perles et dents percées sont employées pour faire des ornements. Les os de gazelle sont les plus travaillés, mais aussi ceux de cervidés, bovidés, renards, lièvres, oiseaux. Les techniques de travail sont variées (raclage, abrasion, rainurage, sciage, percussion, etc.), la perforation se développe. Au Levant sud qui a été le mieux étudié, le Néolithique précéramique voit le répertoire évoluer : les harpons et pointes barbelés disparaissent et la portion des outils pointus diminue au PPNA, mais apparaissent des outils plus lourds servant à travailler le sol, des bâtonnets, des plaquettes ; puis au PPNB des anneaux, des burins, de grands crochets, des gaines de haches ainsi que des outils à articulation entière, des figurines humaines. Donc là encore les objets peuvent avoir une finalité utilitaire ou non. Les os des gazelles restent les plus exploités, puis dans le courant du PPNB les os de caprinés domestiqués (moutons, chèvres) les supplantent. Peu de nouvelles techniques se développent, en revanche on recourt plus souvent à une méthode de débitage par éclatement, sans doute parce qu'elle est plus rapide et que l'abandon des objets les plus spécialisés requiert moins de précision : la production semble moins normée et plus simple, et peut être accomplie dans un cadre domestique. Mais d'un autre côté pour le travail de certains objets pointus fins en os de gazelle une spécialisation semble s'être mise en place. On repère aussi à cette période une circulation des savoir-faire, puisque le Levant sud adopte certaines formes depuis le nord, sans doute par contact plutôt qu'à la suite de migrations.

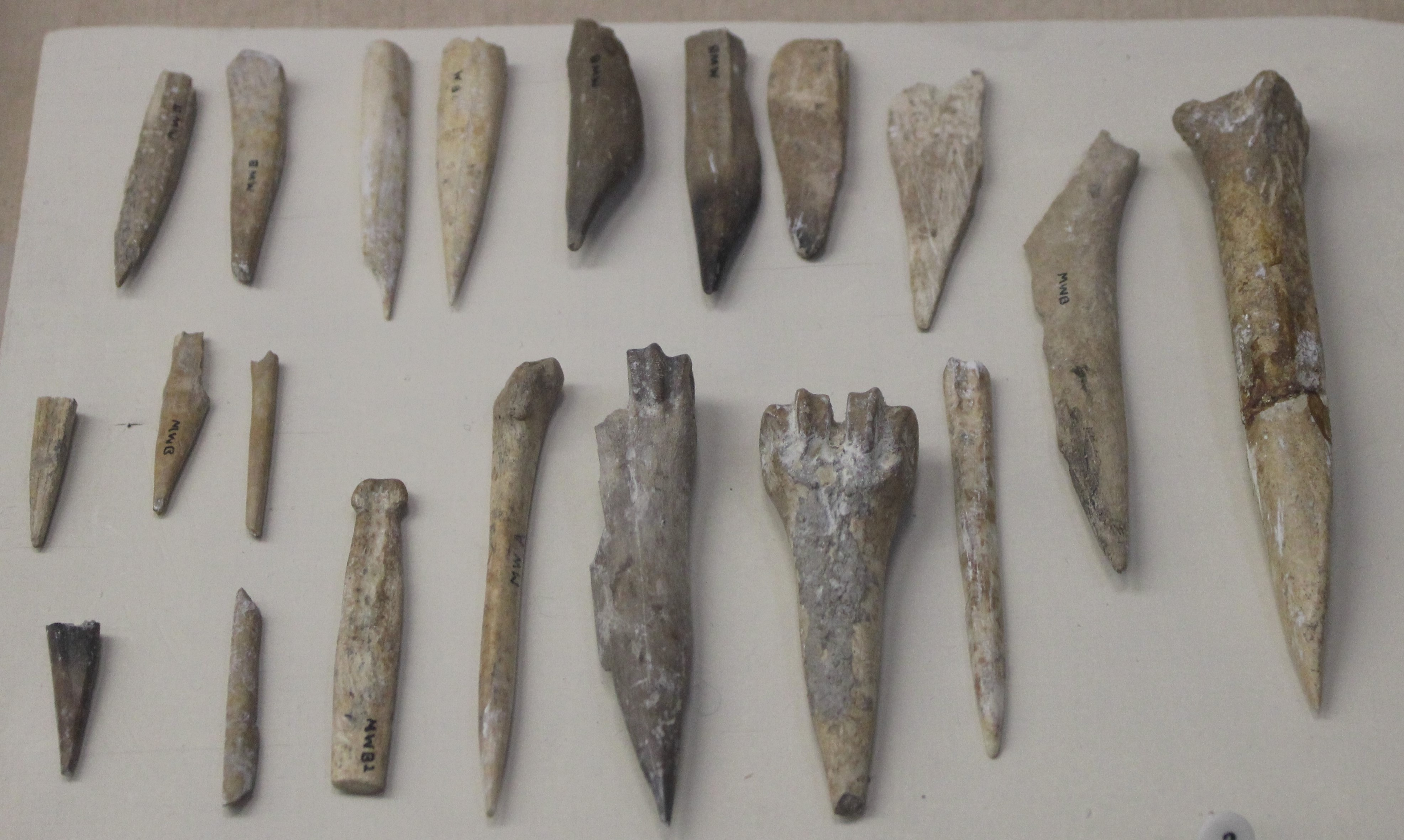
Poinçons en os provenant du site d'El-Wad, Natoufien ancien. Musée d'archéologie nationale.
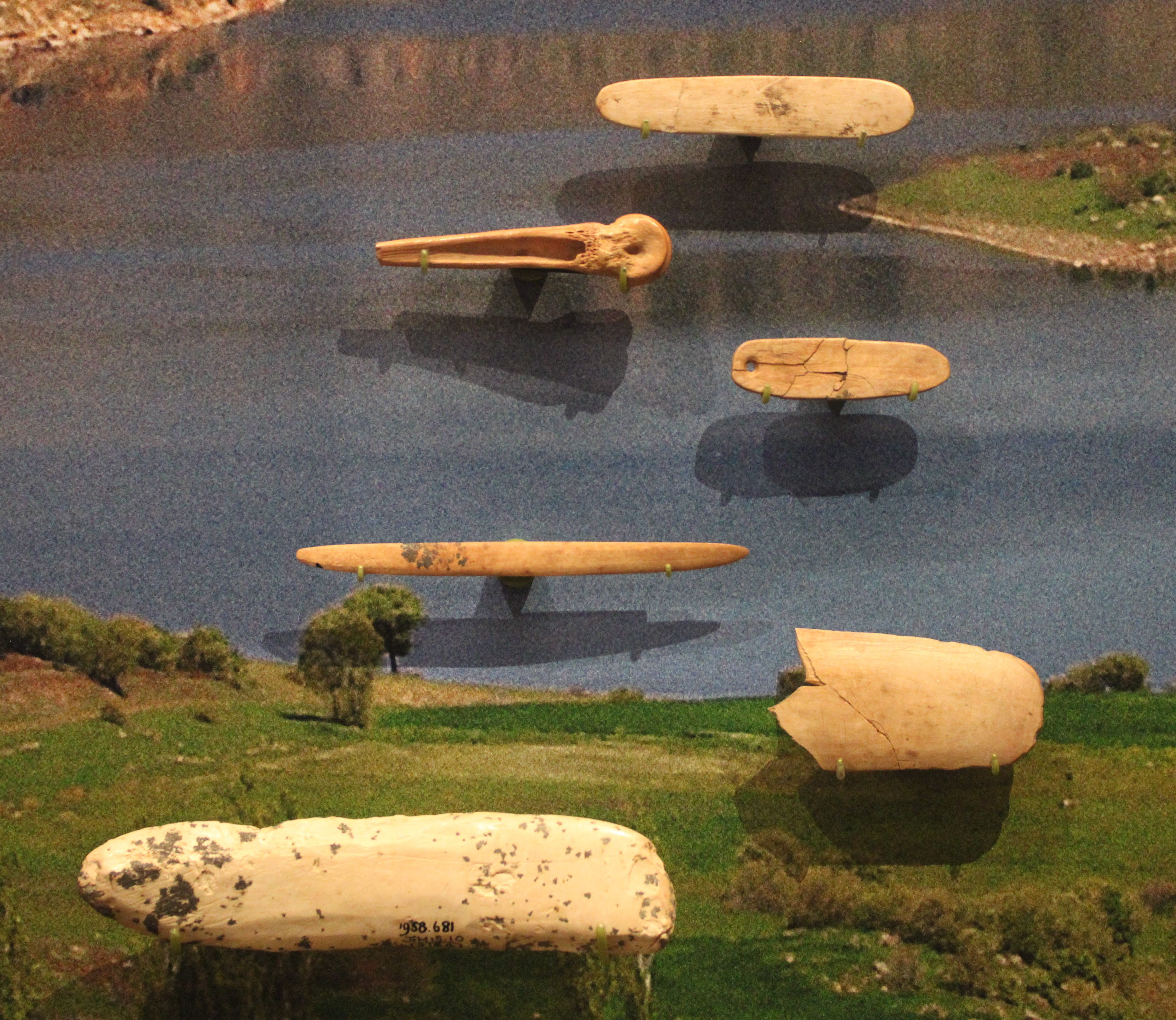
Objets en os (spatules, polissoir, pendentif) provenant de Tell es-Sultan (Jéricho), Néolithique précéramique. Ashmolean Museum.

## Industries textiles

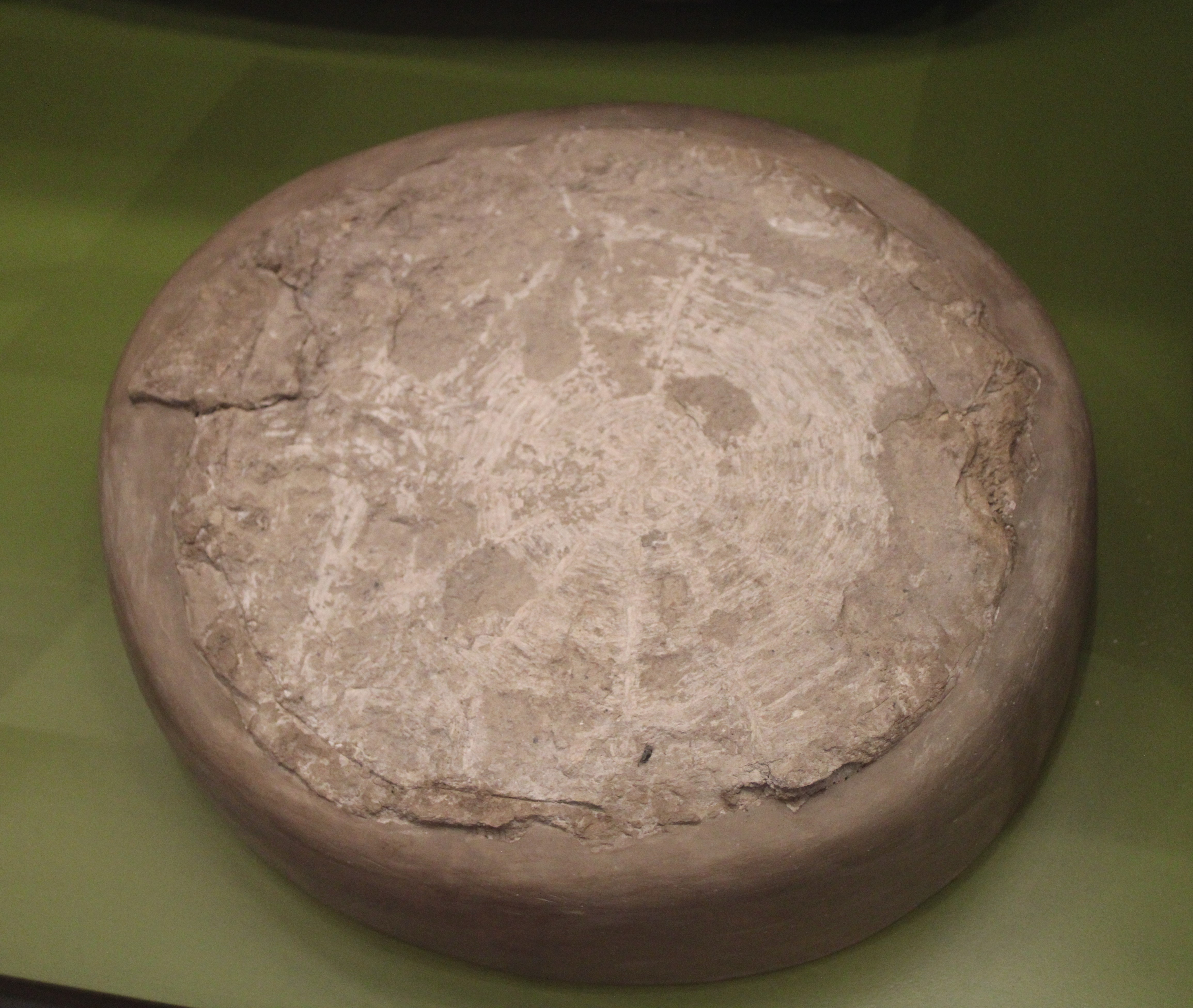
Fragment de sol en argile d'une maison néolithique de Jéricho (Tell es-Sultan), sur lequel la marque d'un objet tissé (panier ou natte) est restée imprimée. Ashmolean Museum.

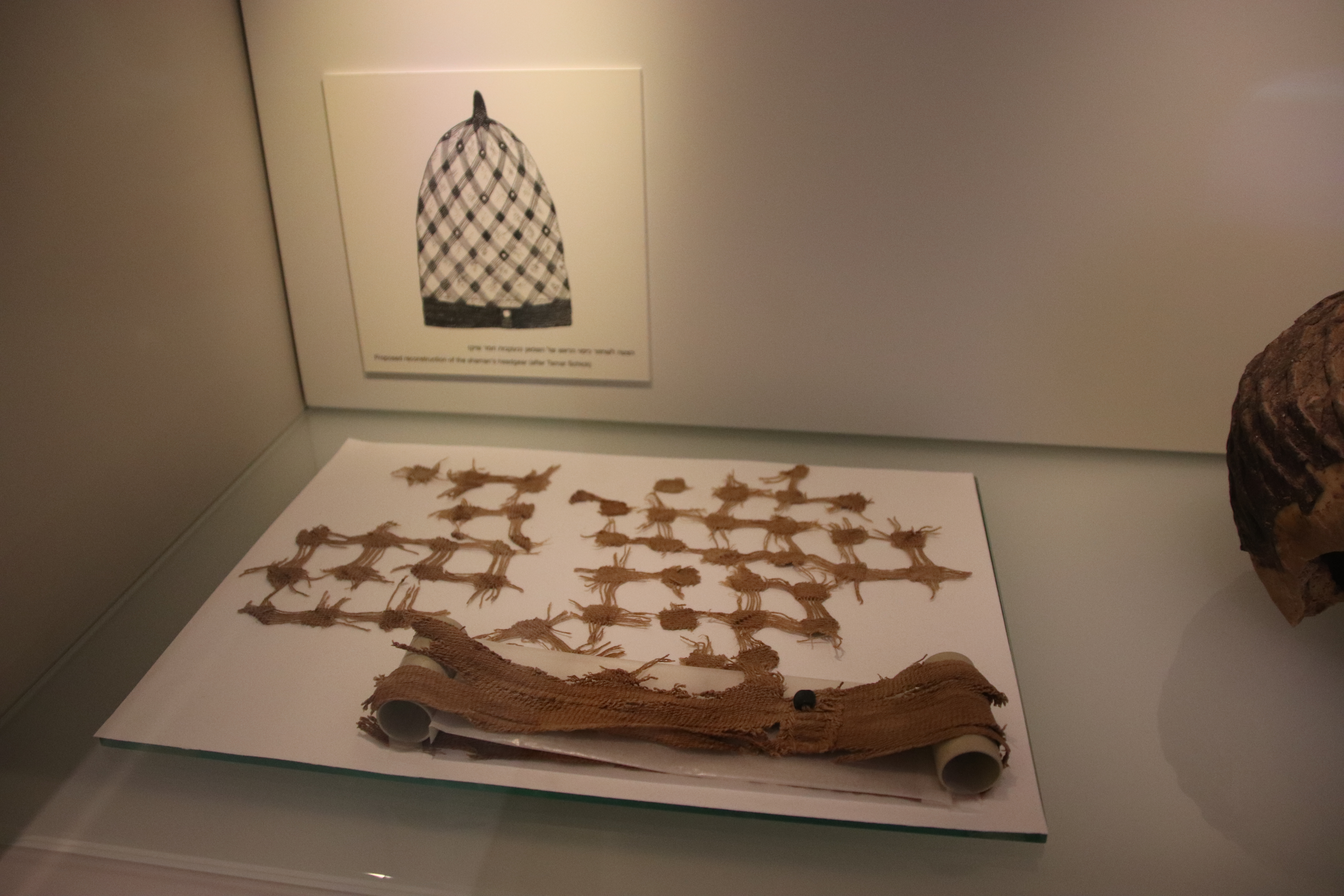
Restes de tissage en lin provenant de Nahal Hemar, PPNB. Musée d'Israël.

Les industries textiles recouvrent ici aussi bien la confection de tissus que celle de cordages et la vannerie (paniers, nattes), aussi leur rôle dans les sociétés néolithiques ne saurait être sous-estimé, mais elles sont mal documentées car le climat du Moyen-Orient se prête particulièrement mal à la conservation des matières organiques. De ce fait quasiment aucune fibre textile n'a survécu des périodes préhistoriques, et les informations à leur sujet sont en général indirectes (des empreintes sur des matériaux plus durables comme l'argile et le plâtre, la présence d'outils destinés au tissage). Les origines du tissage se trouvent dans les techniques de tressage des cordes, qui se développent au Paléolithique, ainsi que le tressage de paniers, filets ou nasses servant au portage, ou aux activités de chasse et cueillette, que l'on présume avoir existé aux mêmes époques mais dont il ne reste rien. Des fragments de fibres végétales tressées ont été mises au jour à Ohalo II pour l'Épipaléolithique ancien (v. 21000 av. J.-C.), seul site de cette époque à offrir des conditions propices à leur conservation. Nahal Hemar, datant d'environ quatorze millénaires plus tard, a livré de nombreux fragments de cordage, des paniers tressés de fils consolidés par de l'asphaltes, des fragments de nattes, et des morceaux de tissu, dont certains en lin, ce qui a confirmé que cette plante, qui fait partie du groupes des plantes fondatrices qui sont les premières à avoir été domestiquées, a eu dès le Néolithique une finalité textile (elle peut aussi servir à produire de l'huile),. Des trouvailles similaires ont été effectuées à Tell Halula. La question de savoir à partir de quand les fibres animales (laine des moutons et poils des chèvres) ont été employées dans le textile dès le Néolithique est débattue, notamment parce qu'on suppose que l'apparition d'une toison laineuse sur les moutons est tardive, et qu'il n'y a rien qui indique à partir de quel moment elle devient suffisamment dense pour être exploitée, peut-être dès le PPNB moyen selon certains, plus tard selon d'autres. Le fait qu'on trouve plus de fusaïoles servant au filage sur les sites syriens du Néolithique céramique (Tell Sabi Abyad) pourrait indiquer un essor de l'artisanat textile à cette époque, en lien avec le développement de l'exploitation de la laine des moutons.

## Circulation des biens
Le Néolithique voit la mise en place de réseaux de circulation de certains biens sur des longues distances. Cela concerne un nombre limité de types de biens, qui circulent plutôt pour leur valeur symbolique que pour des raisons utilitaires, mais c'est un objet privilégié pour étudier les modalités de contacts entre les différents ensembles du Proche-Orient, et la manière dont se construit leur cohésion, comment peuvent circuler les idées et les personnes. Tout cela participe de la mise en place de nouvelles modalités d'interaction entre groupes liées à l'émergence de sociétés sédentaires puis agro-pastorales, et permet d'éclairer les modalités de la diffusion du mode de vie néolithique.
On constate en effet que des biens se mettent à circuler en plus grande quantité et sur de plus longues distances dans le courant du PPNB, ce qui coïncide avec la mise en place définitive et l'expansion du mode de vie néolithique, aussi l'affirmation d'une koinè à l'échelle du Proche-Orient. Certes la circulation de certains objets à longue distance n'est pas inexistante durant l'Épipaléolithique et le PPNA, par exemple les coquillages (notamment les « dentales » durant le Natoufien) et l'obsidienne, mais ce phénomène est quantitativement limité. Au PPNB moyen, la circulation des biens se fait entre les principales régions néolithisées : Levant, Djézireh, sud-est anatolien, Zagros occidental, Chypre, soit les espaces où s'observent la plupart des traits culturels majeurs de la période (architecture rectangulaire, domestication des plantes et animaux, outillage lithique de grande taille). La circulation de l'obsidienne est ce qui s'observe le mieux : celle de l'Anatolie orientale se retrouve sur l'Euphrate à Bouqras, et dans le Zagros à Jarmo ; celle de Cappadoce à Chypre. La vaisselle en pierre connaît également une grande diffusion : celle d'Anatolie, en chlorite, se retrouve sur le Moyen Euphrate (Jerf el Ahmar, Dja'de el Mughara (en)) ; celle en albâtre se retrouve du Zagros (Deh Luran) jusqu'à la Syrie centrale (El Kowm). Les bracelets en pierre sont également attestés en Anatolie centrale (Cafer Höyük) et dans le nord de l'Irak (Magzalia). Les pierres servant pour les parures peuvent également circuler sur de longues distances, sous forme brute ou finie. Puis ce sont les céramiques qui se diffusent rapidement au-delà de leur zone de production : des DFBW de Syrie occidentale se retrouvent ainsi à l'est, à Bouqras et dans le Sinjar ; des céramiques de Samarra jusqu'à Tell Sabi Abyad dans la Djézireh et aussi Anatolie du sud-est. Au Néolithique céramique les circuits des échanges se sont encore plus étendus : à Çatal Höyük en Anatolie centrale ont été trouvés de la turquoise du Sinaï, des coquillages de la mer Rouge ou du golfe Persique, des fragments d'objets en fibre de palmier-dattier (qui pousse dans la frange sud du Proche-Orient), et de l'obsidienne d'Anatolie orientale, alors que cette région exporte sa propre obsidienne, et aussi du cinabre ; le cuivre natif d'Anatolie ou de l'Iran commence aussi à circuler en petites quantités.
Il est plus difficile de savoir par quels mécanismes circulent ces objets. Là encore les données archéologiques sont souvent éclairées par les exemples historiques ou ethnographiques. On sait ainsi que certaines communautés pouvaient organiser des expéditions vers les zones d'extraction de pierres pour les prélever et les tailler sur place, comme cela semble être le cas avec l'obsidienne de Cappadoce travaillée par des tailleurs levantins, auquel cas cela suppose que ces artisans soient aussi ceux qui sont chargés d'écouler leur production lorsqu'ils reviennent chez eux, ou peut-être de façon itinérante, à moins que des intermédiaires spécialisés se chargent d'écouler ces produits. Une situation similaire semble s'observer sur le gisement d'ocre situé près du site d'Asprokremnos à Chypre, occupé périodiquement par des groupes qui procèdent à l'extraction et à la réduction en pigments de cette roche. Le modèle le plus courant de reconstitution des échanges de silex ou d'obsidienne suppose une organisation le long d'une route partant des zones d'extraction, avec des points d'étapes où sont peut-être réalisées des finitions, et qui servent de centres de distribution vers d'autres lieux où se trouvent les utilisateurs finaux, avec en fin de compte des mécanismes d'échanges qui se rapprocheraient d'une forme de « marché ». Il y a effectivement des sites jouant le rôle de centres de redistribution, comme Akanthou au nord de Chypre où ont été mis au jour environ 4 000 objets en obsidienne de Cappadoce, soit une quantité largement supérieure à celle des autres sites chypriotes de la même période réunis, et la plupart sous forme finie.
Mais sans doute les mécanismes d'échanges sont plus complexes et n'impliquent pas forcément une forme commerciale. Ainsi les expéditions sur de longues distances organisées par des communautés afin de se procurer par diverses formes d'échanges des biens désirés sont attestées par l'ethnographie, et peuvent se passer d'un réseau structuré en plusieurs points d'étapes. Les échanges peuvent également revêtir une fonction sociale : ils permettent de connecter des communautés, de pacifier les relations entre elles, et cela a pu jouer un rôle en ces âges de constitution de sociétés sédentaires ancrées territorialement. Cela passe par des alliances, des mariages et/ou des fêtes, qui doivent donner lieu à des échanges d'objets de prestige qui se retrouvent dans plusieurs régions, et que l'on désire acquérir et donner non tant pour leur fonction utilitaire que pour leur rôle rituel ou symbolique. De plus avec la constitution d'entités politiques plus importantes à la fin du Néolithique, il faut envisager l'émergence de circuits sous forme de redistribution contrôlée par un chef, qui peut chercher à accumuler des biens de prestige pour affirmer son pouvoir et consolider son influence sociale, même si l'apparente faiblesse des entités politiques néolithiques laisse plutôt penser que les échanges ne sont pas centralisés.

### Préhistoire, Néolithique
- (en) Colin Renfrew (dir.), The Cambridge World Prehistory, Cambridge, Cambridge University Press, 2014
- Jean-Paul Demoule (dir.), La révolution néolithique dans le monde, Paris, CNRS éditions, 2009

### Néolithique du Proche-Orient
- Olivier Aurenche et Stefan K. Kozlowski, La naissance du Néolithique au Proche-Orient, Paris, CNRS Editions, coll. « Biblis », octobre 2015, 343 p. (ISBN 978-2-271-08601-3)
- Jacques Cauvin, Naissance des divinités, naissance de l'agriculture : La Révolution des symboles au Néolithique, Flammarion, coll. « Champs », novembre 1997, 310 p. (ISBN 978-2-08-081406-7)
- (en) Peter M. M. G. Akkermans et Glenn M. Schwartz, The Archaeology of Syria : From Complex Hunter-Gatherers to Early Urban Societies (c.16,000-300 BC), Cambridge, Cambridge University Press, 2003

### Études par industrie
- M. Le Mière et M. Picon, « Les débuts de la céramique au Proche-Orient », Paléorient, vol. 24, no 2,‎ 1998, p. 5-26 (lire en ligne)
- (en) Steven A. Rosen, « Lithic Industries During the Holocene Period », dans Daniel T. Potts (dir.), A Companion to the Archaeology of the Ancient Near East, Malden et Oxford, Blackwell Publishers, coll. « Blackwell companions to the ancient world », 2012, p. 236-260
- (en) Cameron A. Petrie, « Ceramic Production », dans Daniel T. Potts (dir.), A Companion to the Archaeology of the Ancient Near East, Malden et Oxford, Blackwell Publishers, coll. « Blackwell companions to the ancient world », 2012, p. 279-294